# 东帝汶国际部队的后勤保障

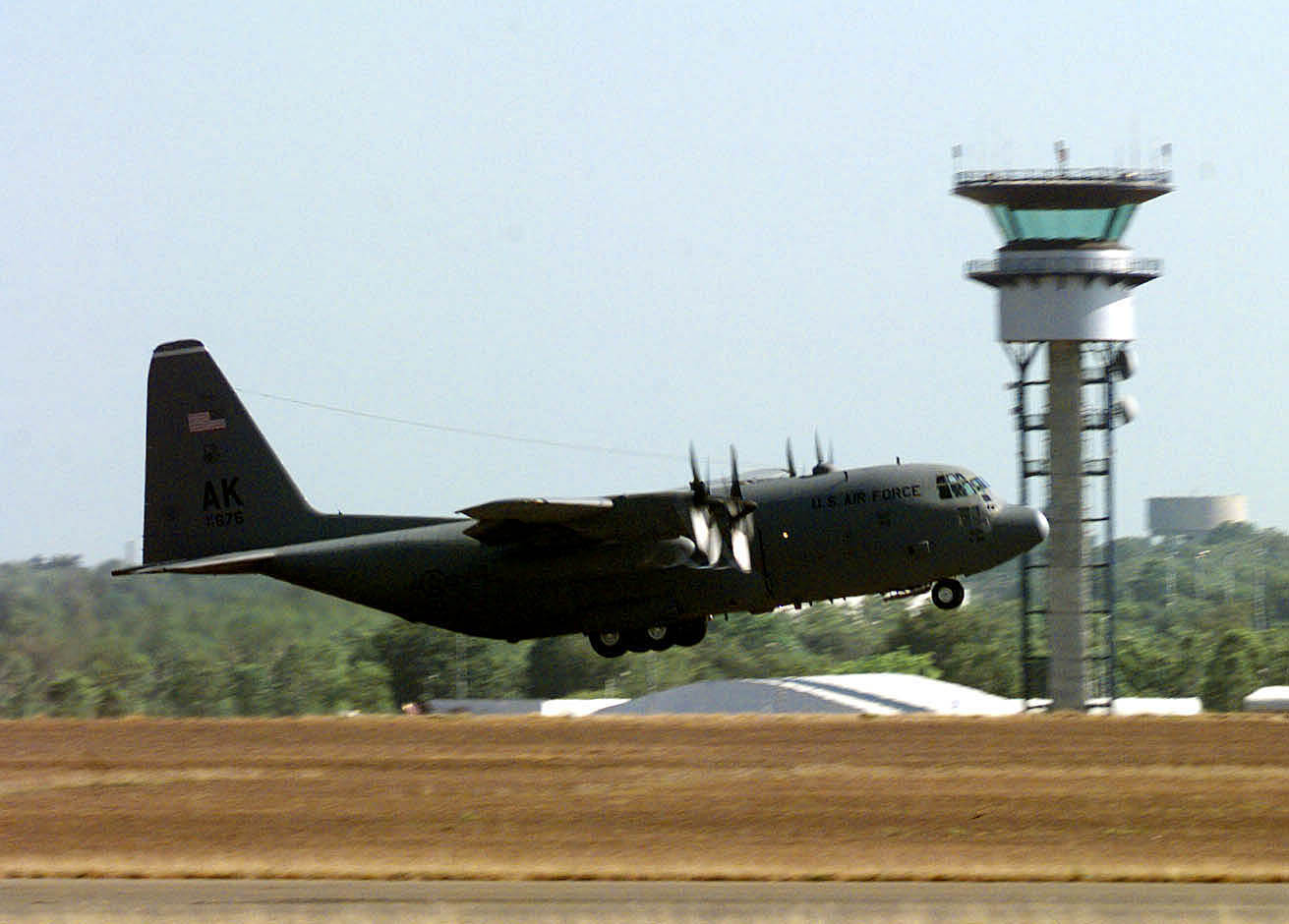
美国空军C-130H从达尔文皇家空军基地起飞前往东帝汶执行任务。

在1999年和2000年，多国驻东帝汶国际部队（, INTERFET）的后勤保障在高峰期有来自23个国家的11,693人参与。其中5,697人来自澳大利亚，是自越战以来澳大利亚部队在海外部署人数最多的一次。东帝汶国际部队的不同寻常之处在于，它是由澳大利亚领导的，这让澳大利亚扮演了一个完全陌生的角色。澳大利亚国防军（Australian Defence Force, ADF）的后勤保障部门曾在1990年代被大幅削减。澳军并没有预料到随后会承担如此庞大的维持和平任务，也没有准备好支持如此规模的澳大利亚部队部署，更不用说担任国际联军的牵头国了。
东帝汶国际部队于1999年9月部署到东帝汶。90％以上的货物和大部分人员由海军特遣部队运送。11个国家向东帝汶国际部队航空联队（ICAW）提供了运输机，该联队为保障东帝汶国际部队出动了3,400架次，运载了9,500公噸（10,500短噸）的货物，并运送了30,000多名乘客。联军在澳大利亚达尔文市建立了具备供给、装备和物资的基地，在许多情况下，联军人员会先行抵达澳大利亚皇家空军达尔文基地，再等待通过海路或空运送往东帝汶。
东帝汶给后勤保障带来了重大挑战。东帝汶只有一个深水港帝力，其最大码头深度只有7（23英尺）。适合海岸后勤（LOTS）的海滩很少，亦只有三个机场。为了实现用尽可能多的作战部队充斥东帝汶的作战构想，部队最初在登陆时只携带最少的车辆和补给，再由后勤保障单位在10月和11月期间完成运送积压的物资。有效的后勤保障使东帝汶国际部队能够在没有因后勤不足而受到严重限制的情况下执行任务，尽管存在备件、医疗用品和设施短缺的情况。

## 背景

东帝汶的地理位置

位于印度尼西亚群岛的帝汶岛已有长达4万年的人类居住史，被来自印度南部、马来西亚和美拉尼西亚的移民先后占领。该岛由小王国统治，与邻国进行香料、奴隶和檀香木贸易。1633年，葡萄牙在该岛东部建立了一个定居点。1661年，东帝汶正式被荷兰和葡萄牙瓜分，1701年任命了葡属帝汶的第一任总督。在接下来的三个世纪的大部分时间里，东帝汶都是葡萄牙的殖民地。第二次世界大战期间，东帝汶曾被澳大利亚和荷兰军队占领，1942年2月19日被日军入侵。麻雀部队、澳大利亚独立连队和荷兰驻岛部队开展游击战，直到1943年1月澳大利亚和荷兰军队撤离。东帝汶人民对澳大利亚人的援助，使澳大利亚和东帝汶之间建立了一种联系，成为澳大利亚流行神话的一部分。战争结束后，东帝汶被澳大利亚占领。澳大利亚支持印尼脱离荷兰独立，并提议让东帝汶成为联合国托管国；但面对英国的反对，澳大利亚退缩了。
1974年4月康乃馨革命后，葡萄牙启动了逐步非殖民化进程，东帝汶陷入帝汶民主联盟（UDT）支持者与革阵之间的内战。1974年10月，印尼开始了吞并东帝汶的军事行动。1975年11月28日，革阵单方面宣布独立，试图阻止印尼的行动，但12月7日印尼军队入侵东帝汶。印尼对东帝汶的吞并得到了澳大利亚和美国的承认，但没有得到葡萄牙和联合国的承认。大多数国家将其视为印尼控制下的“联合国指定的非自治领土”。1999年5月5日，在联合国的斡旋下，印度尼西亚和葡萄牙达成协议，并于1999年8月30日举行全民公决，在印度尼西亚内部自治和完全独立之间做出选择。人民以压倒性的优势投票支持后者。随后，亲印度尼西亚的民兵在印度尼西亚国民军（TNI）人员的支持下，实施了暴力的焦土政策。

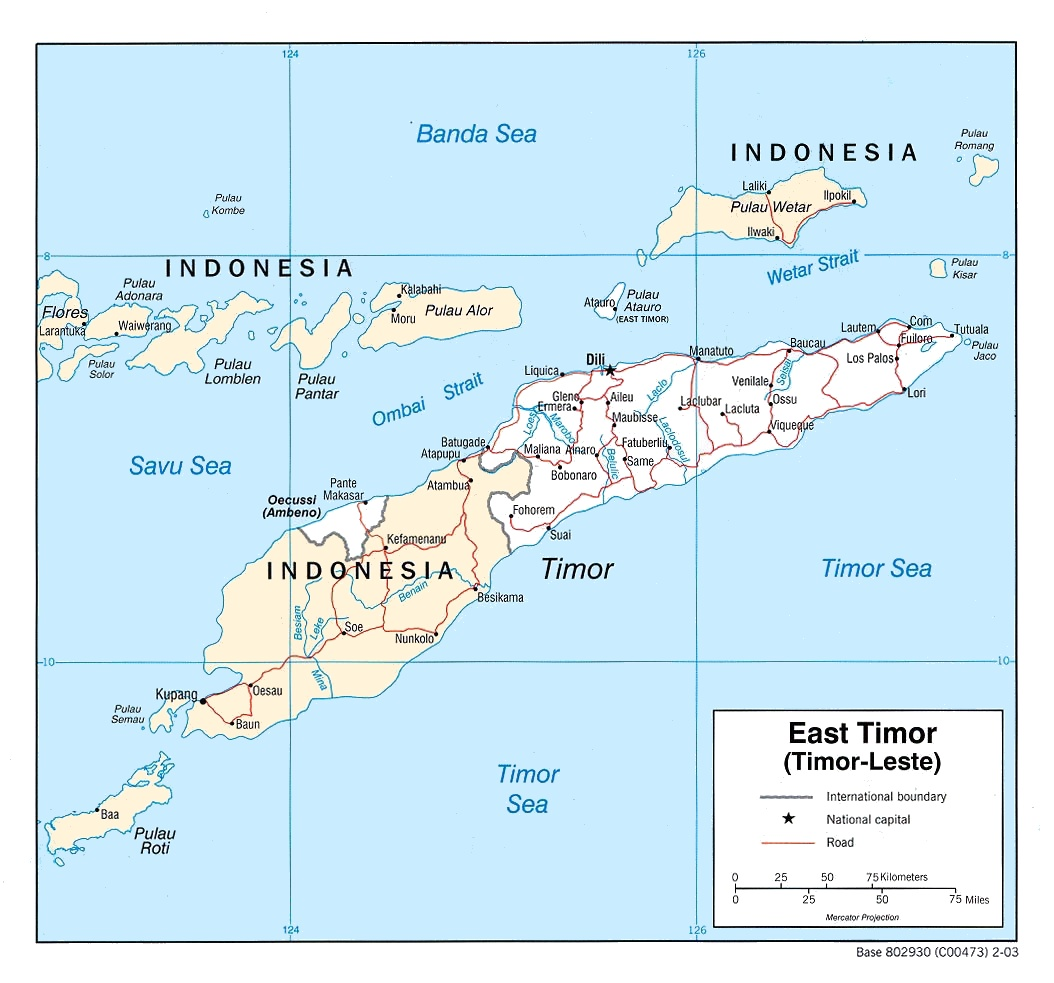
东帝汶地图

美国拒绝对东帝汶进行干预。人们担心与印度尼西亚发生冲突的经济和政治后果。美国人认为，在波斯尼亚战争中，美国执行了大部分危险的任务，并支付了大部分费用，其盟友应该做更多的工作。1999年的《赫尔姆斯-拜登法案》（Helms-Biden Act）限制了美国向联合国提供军事支持的能力。9月15日，联合国安理会第1264号决议成立了一支由澳大利亚领导、印度尼西亚认可的维和部队——东帝汶国际部队，采取一切必要措施恢复东帝汶的秩序。美国总统比尔·克林顿表示，会将“以有限但必要的方式为该部队做出贡献——包括通讯和后勤保障、情报、人员和物资的空运以及协调对悲剧的人道主义反应”。这意味着美国将扮演一个军事联盟中从属国的陌生角色，而澳大利亚则扮演同样陌生的牵头国角色。根据北约出版物，两国的军事准则都未为这样的意外安排提供指引。
东帝汶带来了重大挑战。东帝汶只有一个深水港帝力，其最大码头深度只有7（23英尺），极大地限制了它的货运能力，因为一艘1,000个标准箱的集装箱船的平均吃水约为8.3（27英尺）。适合海岸后勤（Logistics Over-the-Shore，LOTS）的海滩很少，亦只有三个机场。东帝汶内陆多山，道路陡峭、狭窄、维护不善，在雨季容易被洪水冲断。欧库西飞地造成了地理上的复杂性，该飞地与东帝汶其他地区是分开的。东帝汶人口贫穷，许多基础设施遭到破坏或摧毁；因此，东道国几乎无法提供保障，东帝汶国际部队必须完全自力更生。按计划，后勤工作仍然是各国自己的责任，各国负责本国部队的后勤保障。实际上，作为牵头国的澳大利亚，被要求提供联盟其他成员没能提供的所有这些能力。其中大部分是在作战保障和作战勤务保障领域。

帝力地区

1990年代的十年防务削减对澳大利亚国防军（ADF）的后勤和保障部门造成了不成比例的影响，因为领导层试图保持作战能力。霍华德政府的国防政策力图最大限度地提高“齿尾比”的做法，使这一问题更加复杂。1999年3月11日，国防部长约翰·摩尔宣布，行政削减可以提高战备能力，因此澳大利亚陆军驻达尔文的第1旅可以像驻汤斯维尔的第1旅一样，在28天内就能部署。他宣称，这样一来，就可以在短时间内将两个旅的兵力部署到亚太地区的一处动荡地区，并特别提到东帝汶是一种可能性。然而，正是这样的削减，让迅速部署成为了不可能。虽然这些削减提供了短期的财政利益，但远远没有提高作战能力，用戴维·博蒙特（David Beaumont）中校的话说，“将资源优先分配给作战能力，却容许这在后勤职能方面带来的风险，让陆军走向了作战失败的绝境”。

## 规划

### 澳大利亚
1999年7月到8月之间，澳大利亚陆军战略指挥部负责人迈克尔·基廷（Michael Keating）少将减少了ADF各类人员的调动通知。堪培拉、悉尼和布里斯班的后勤人员知道这一点，但未获授权为部队和仓库补充库存，购买必要的特种设备，或预先部署部队、车辆、设备或供给。这种行动很容易被他国察觉，并可能使澳大利亚和印尼之间本已紧张的关系更加紧张。8月22日，第3旅旅长马克·埃文斯准将在汤斯维尔的总部召开了其下属指挥官参与的秘密会议。第10部队保障营的指挥官米克·基欧（Mick Kehoe）中校不是埃文斯的下属；他的分队隶属于驻悉尼的杰夫·威尔金森（Jeff Wilkinson）准将的后勤保障部队。不过，在威尔金森的同意下，他还是参加了这次及随后的与部署到东帝汶有关的会议。
澳大利亚战区司令（, COMAST）罗伯特·特雷洛尔（Robert Treloar）空军少将指定彼得·科斯格罗夫少将在布里斯班的联合部队部署总部（DJFHQ）负责制定“喷火行动”计划，疏散外国侨民与选定的东帝汶人。后勤人员由唐·卡曾斯（Don Cousins）中校指挥。威尔金森的高级计划官员克利夫·科尔（Cliff Cole）少校、吉姆·埃文斯（Jim Evans）少校参加了规划会议。埃文斯曾在波斯尼亚战争中在英国陆军后勤总部服役6个月，被从澳大利亚陆军后备运输中队指挥部抽调出来，担任威尔金森在联合部队部署总部的联络官。

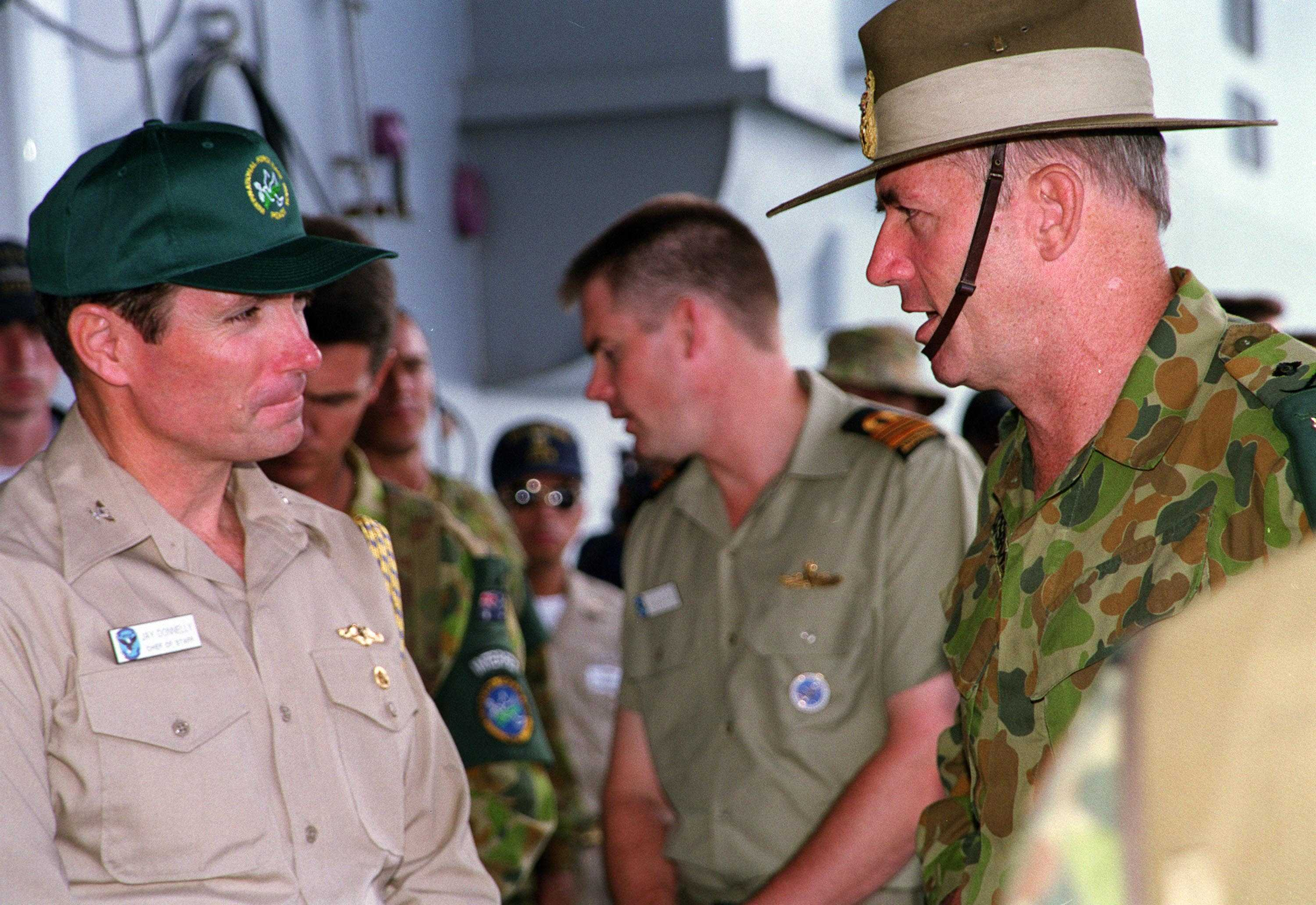
2000年2月，东帝汶国际部队指挥官彼得·科斯格罗夫少将（右）在 蓝岭号上听取参谋部简报后

后勤保障部队不是为了管理澳大利亚以外地区部署部队的后勤保障而创建的；它的任务是去指挥陆军的野战部队后勤单位。1999年，后勤保障部队正在经历重组。威尔金森原本希望被任命为“喷火行动”的后勤部门指挥官，负责协调三军的所有后勤工作。但直到8月26日，即第一批部队开始部署到澳大利亚北部参加行动的前一天，他才被指定为后勤部门指挥官。为了支持“喷火行动”，基欧任命菲尔·麦克马斯特（Phil MacMaster）上尉带领一小队专家，与史蒂夫·金洛克（Steve Kinloch）中校的第3旅行政保障营（3rd Brigade Administrative Support Battalion，3 BASB）合作。基欧后来承认，这个错误决定让他失去了关键人员在几周内的服务。
9月6日，即“喷火行动”开始后的第二天，威尔金森收到了多国干预东帝汶的“典狱行动”的正式通知。东帝汶境内和周边地区的行动代号为“稳定行动”，而“典狱行动”还包括在澳大利亚的后勤保障活动。同时，他还被解除了对“鳄鱼99”（Crocodile 99）的后勤保障责任。“鳄鱼99”是美澳两国在昆士兰州北部肖尔沃特湾军事训练区举行的大型联合军事演习，计划于10月开始。9月6日至14日开展了“喷火行动”，在此期间，有约2,500名平民从东帝汶空运到达尔文。9月8日开始规划“典狱行动”。

### 新西兰
在新西兰，国防军总司令凯里·亚当森空军中将于6月23日发布了一项指令，开始为新西兰参加东帝汶行动作准备，代号为“卡斯特尔行动”。新西兰国防军（New Zealand Defence Force，NZDF）成立了一个联合规划小组，由空军准将约翰·汉密尔顿领导，但同澳大利亚一样，规划工作因印尼的政治敏感性而受到阻碍。亚当森决定指派一个步兵连，加上直升机和后勤保障人员，在28天内随时准备行动。新西兰内阁批准了使25辆M113装甲运兵车达到战备状态所需的资金。联络官于8月被派往澳大利亚，其中一名联络官前往悉尼的澳大利亚战区总部，观察后勤准备工作。毕业于澳大利亚国防学院的马丁·邓恩上校因熟悉澳大利亚国防军和有作战经验而被选为前方规划小组的负责人。
很快就确定，澳大利亚国防军在后勤方面能提供的援助不多，事实上，澳军还在寻求新西兰在空运、海运和医疗勤务方面的援助。9月下旬，澳军与新军签署了一项后勤互助协议。联合规划小组决心让新西兰部队尽可能地自给自足，令其带上60天的补给。由于东帝汶没有处理集装箱的设施，因此在新西兰设计和制造了特殊的集装箱处理起重机。据联合规划小组计算，将一个营的队伍调往达尔文或帝力，需要租用两艘商船，每艘商船的运力7,500公噸（7,400長噸）。新西兰可供租用的商船很少，但最终还是找到了两艘合适的船只。此外，还租用了一架波音747货机，将高优先级货物运往达尔文。在一次飞行中，它运载了108.7公噸（107.0長噸）的货物，其中包括7辆四轮驱动汽车。9月30日，第一艘包租船伊丹格拉赫特号（MV Edamgracht）离开惠灵顿。紧随其后的是10月18日出发的爱迪生格拉赫特号（MV Edisongracht）号。这两艘船装载了120辆汽车或设备，以及100个集装箱中的1,000公噸（980長噸）货物。它们于10月12日和19日抵达达尔文，由装载它们的同一码头作业排卸货。

## 组织
威尔金森和卡曾斯一致认为，需要在东帝汶东南450英里（720）的达尔文建立一个基地，以支持“喷火行动”和随后的行动。达尔文的空港和海港、物资储存和分配设施以及信息和通信网络的局限性并没有被忽视，但同时，由于达尔文地处偏僻，其自给能力较强，比其他类似规模的城市拥有更好的设施。澳军长期驻扎在附近，与当地政府和社区有着密切的关系。8月28日，威尔金森任命第9部队保障营营长巴里·麦克马纳斯（Barry McManus）中校为达尔文北方司令部（NORCOM）总部“喷火行动”部队后勤保障组（Force Logistic Support Group，FLSG）组长。马克·邦瑟准将的NORCOM是一个作战总部，负责规划和开展澳大利亚北部的行动，通常以区域侦察为重点。陆军职业管理总干事布鲁斯·奥斯本（Bruce Osborn）准将负责找到合适的澳军军官，充实到FLSG和DJFHQ的人员队伍中。澳军“非核心”后勤职能的外包，导致了从厨师到港口码头装卸工等许多基本工种的严重短缺，因为其中许多工作已不再由军事人员担任。
国防军总长克里斯·巴里海军上将在澳大利亚国防军总部集中规划向东帝汶部署部队的战略和行动，以绕过担任高级环境顾问的各军种首长。特雷洛尔被任命为澳大利亚全国指挥官，威尔金森为后勤部指挥官（Logistics Component Commander，LOGCC）。吉姆·斯特普尔顿（Jim Stapleton）准将被任命为海事部指挥官（Maritime Component Commander，MCC），罗克斯利·麦克伦南（Roxley McLennan）空军准将为空务部指挥官（Air Component Commander，ACC）。斯特普尔顿领有“双重头衔”：作为MCC指挥官（645.1任务组），他向科斯格罗夫（645任务组指挥官）报告；但作为舰队准将（Commodore Flotillas，COMFLOT）（627.1任务组），他向COMAST的海事指挥官约翰·洛德海军少将（627任务组指挥官）报告。美国第3海军陆战远征旅总指挥官约翰·G·卡斯特洛（John G. Castellaw）准将被任命为美军指挥官（USFORINTERFET）。9月20日，USFORINTERFET的35名人员抵达达尔文。9月19日，巴里宣布：
这次行动将称为“稳定行动”，由我任命的科斯格罗夫少将指挥……“稳定行动”和“典狱行动”共同代表了澳大利亚政府自二战以来代表澳大利亚人民作出的最重要的军事承诺。我们的后勤保障也必须达到世界一流水平。

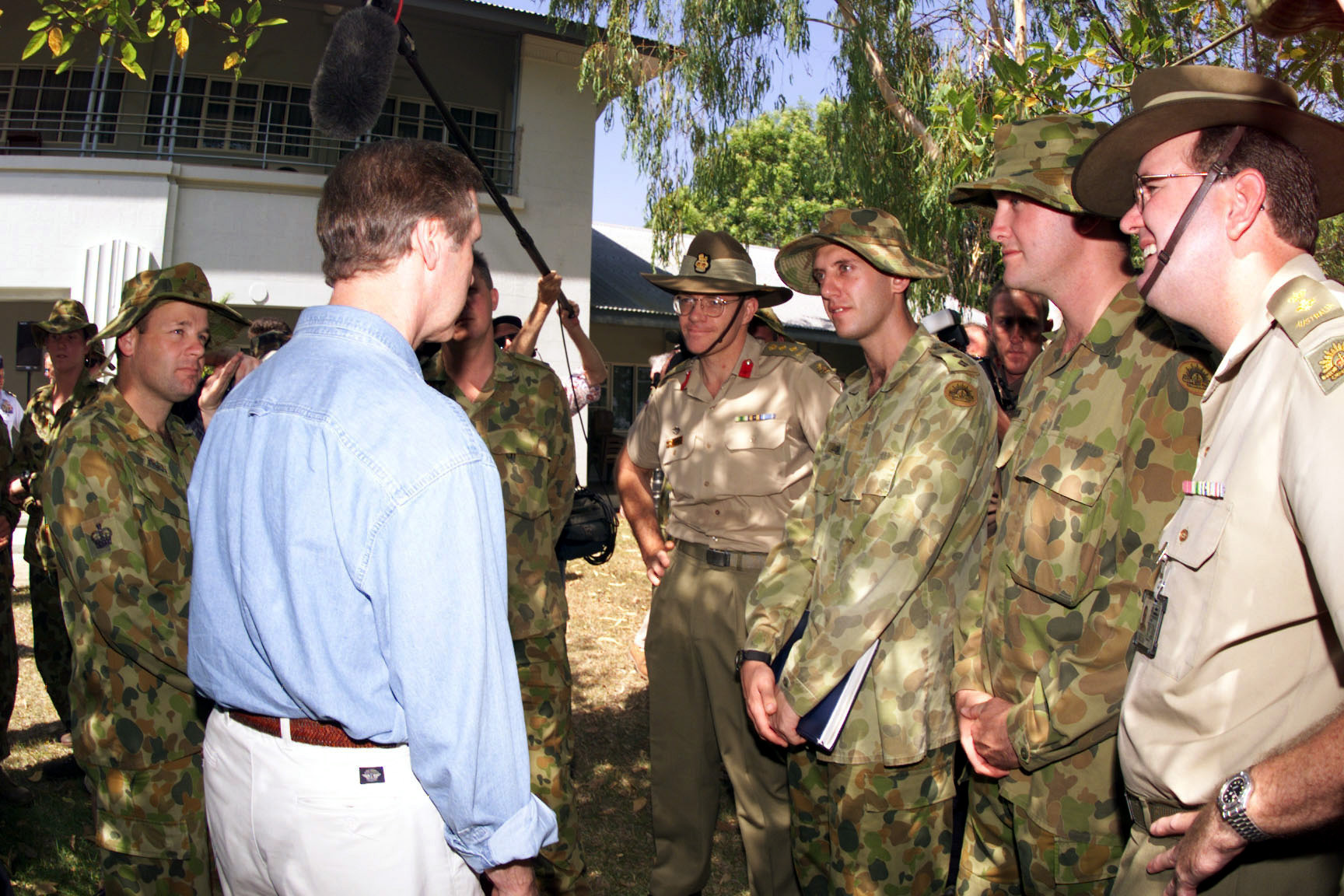
1999年9月29日，美国国防部长威廉·科恩（左）在达尔文会见澳大利亚军队成员。

第10部队保障营于1998年3月1日由第10终端团（10th Terminal Regiment）、第2野战后勤营（2nd Field Logistics Battalion）、第1师邮政分队（1st Division Postal Unit）和国防部国家存储和配送中心（Defence National Storage and Distribution Centre，DNSDC）船只基地维修支队（Watercraft Base Repair Detachment）合并而成。除位于达尔文的第36水运部队（36th Water Transport Troop）外，其他部队均驻扎在汤斯维尔地区。其分队包括第30/35水运和终端中队（30th/35th Water Transport and Terminal Squadron）、第26作战补给连（26th Combat Supply Company）和第2装备连（2nd Equipment Company）。第10部队保障营除了为行动提供一般（三线）支持外，还负责在昆士兰州北部提供四线后勤保障。因此，该营由可部署和不可部署的部队组成。第2装备连是一支不可部署的分队，有大量平民；而负责第一类（食品和饮用水）、第三类（汽油、机油和润滑油）和第五类补给品（弹药）的第26作战补给连也有许多平民。
没有制定任何计划来应对该营必须部署到海外的紧急情况。1999年11月，陆军总长弗兰克·希克林中将宣布，从2000年11月起，第10部队保障营将被解除对昆士兰北部的责任。同时，该营被一分为二，第10部队保障营（东帝汶国际部队）被部署到东帝汶，而第10部队保障营（后方）则留在昆士兰北部，由第2装备连指挥官麦克斯·沃克（Max Walker）少校指挥。
澳军没有预料到会有如此大规模的维和任务，于是从美国库存中借来了4000件高炮背心。这批背心从哥伦布国防供应中心运出的，经芝加哥和墨尔本飞往达尔文。由于过度依赖及时交货，许多物品的库存量很低，这个问题也影响了新西兰国防军。担忧在部署后面临后勤保障不足的士兵，清空了当地超市货架上的物品，如防晒网、剃须刀、牙膏和发网。每个士兵的个人档案都经过检查，以确认他们是否适合部署。一个重要的问题是日本脑炎疫苗的接种方案，这是东帝汶的一种流行病，需要在四周内注射三次，最后一次注射后十天内禁止乘坐飞机。

## 部署

### 空运

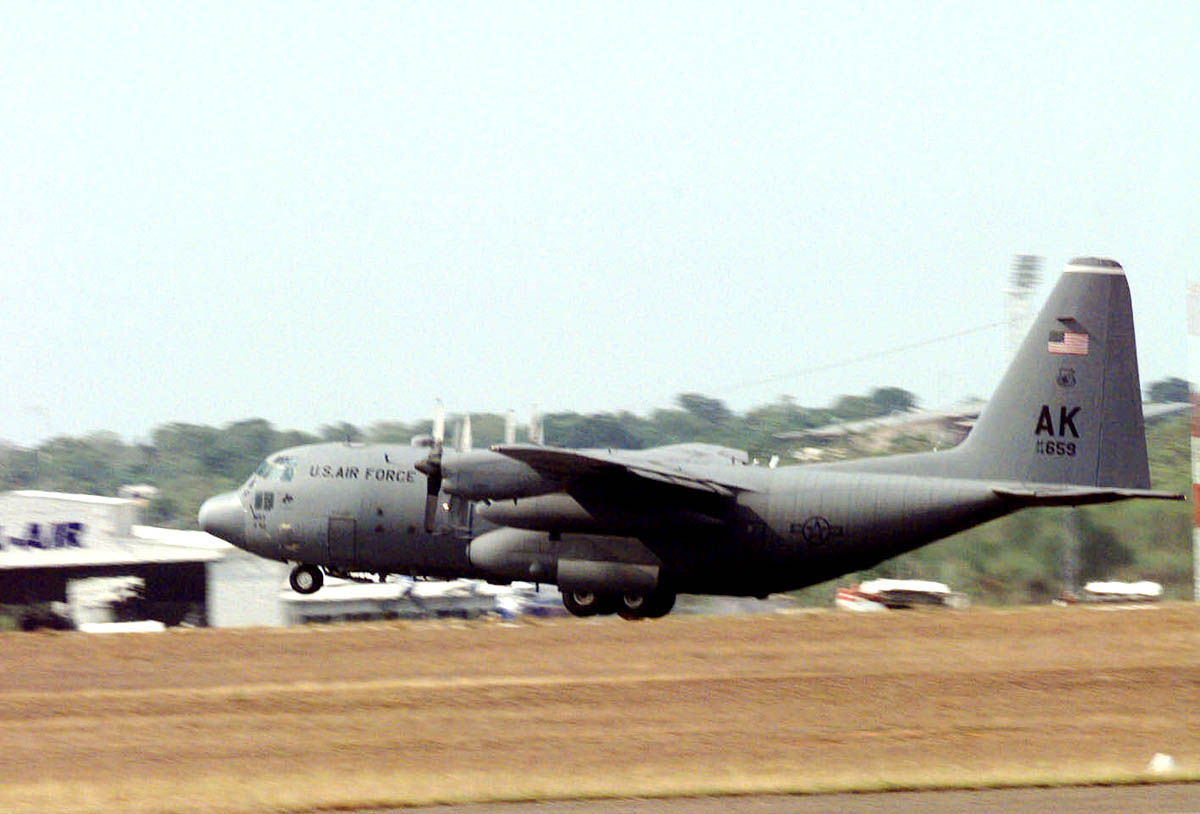
美国第517空运中队的一架C-130H飞机从RAAF达尔文基地起飞，飞往东帝汶。

麦克伦南拥有13架澳大利亚皇家空军（RAAF）洛克希德C-130H“大力神”运输机，隶属第86联队B支队，分别驻扎在安伯利空军基地、达尔文空军基地和廷德尔空军基地，由西蒙·贾尔斯（Simon Giles）空军少校指挥。此外，还有新西兰皇家空军（RNZAF）第40中队的两架C-130H和美国第517空运中队的一架C-130H，前者有6名机组人员，后者有2名机组人员和10名维修人员。美军的这架C-130H平时驻扎在阿拉斯加埃尔门多夫空军基地，曾用于支持克林顿总统访问新西兰参加亚太经济合作组织（APEC）峰会。后来，美军增加到4架C-130H型飞机，配备了20名机组人员和33名维修人员，增加的飞机和人员来自第613航空远征队。
第一批抵达东帝汶的联军部队是东帝汶国际部队的反应部队，由澳大利亚特种空勤团、新西兰特种空勤团和英国特种海勤团的成员组成，他们于9月20日乘坐五架澳大利亚和新西兰的C-130H型飞机离开达尔文。他们在帝力的科莫罗机场降落，并迅速占领机场。这确保了从汤斯维尔起飞的C-130H型飞机载着澳大利亚皇家军团第2营和第3/第4骑兵团的两辆M113装甲运兵车顺利降落。当天，共出动33架次C-130机型，向东帝汶运送了1,500名士兵。9月21日凌晨，皇家廓尔喀步枪队第2营的一个廓尔喀人连抵达，并从国际部队反应部队接手了护卫联合国东帝汶特派团大院的责任。

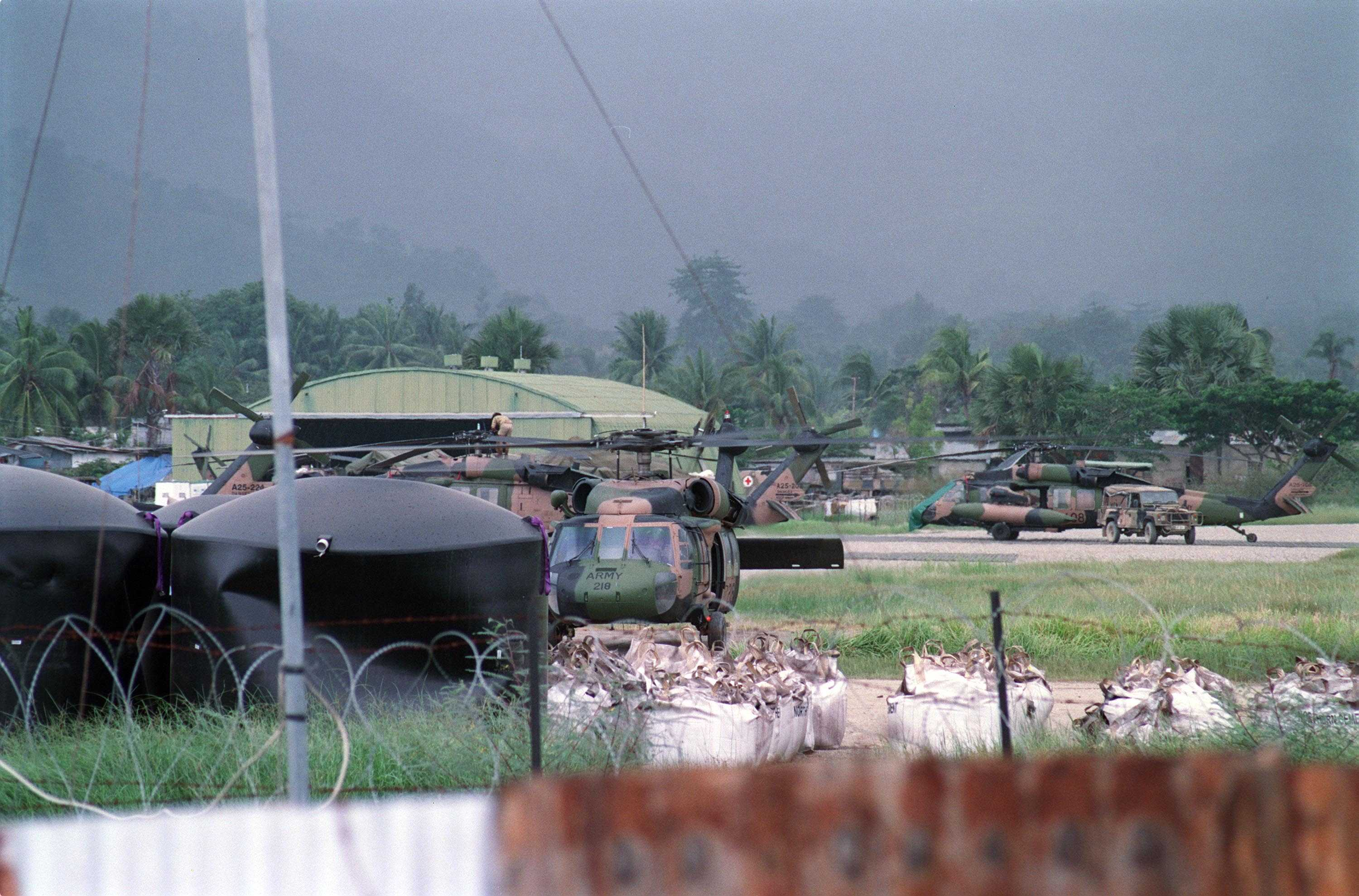
澳大利亚西科斯基UH-60黑鹰直升机驻扎在直升机机场

帝力直升机场当时遭到遗弃，但没有被烧毁或严重破坏。驻扎在汤斯维尔的第5航空团的12架西科斯基UH-60黑鹰直升机从达尔文直接飞往该机场，同时在航线沿途预先仔细部署了船只，以防有直升机需要紧急降落。9月26日，新西兰空军第3中队的3架贝尔UH-1易洛魁直升机加入了直升机编队；10月中旬飞行器的数量增加到6架。澳大利亚空军a部署到东帝汶的还有第162侦察中队的贝尔OH-58奇奥瓦直升机、第173航空中队的三架比奇超级空中国王飞机，以军第86联队B支队的四架DHC-4驯鹿运输机，这些飞机于10月10日起开始抵达东帝汶。国际部队共向东帝汶部署了49架飞机。
由空军少校乔治·克里斯蒂安森（George Christianson）率领的空中交通管制小组乘坐第七架飞机从汤斯维尔起飞，与第3旅人员一起抵达帝力，但没有携带通讯设备。克里斯蒂安森来到了控制塔，通过印尼语翻译解释说自己是交通管制员，借用到了印尼军人员的无线电设备。第381远征作战保障中队承担了帝力机场的运营责任，而第382远征作战保障中队则负责运营包考的卡孔机场。这两个中队隶属于澳大利亚空军第395远征作战保障联队。澳空军第2机场防御中队接手了从9月22日起由第2皇家军团负责的机场护卫。由于澳大利亚空军面临飞机装载工短缺的问题，新西兰空军增援了两个六人小组：一组驻扎在达尔文，一组驻扎在帝力，并与澳空军在当地的22名装载工会合。

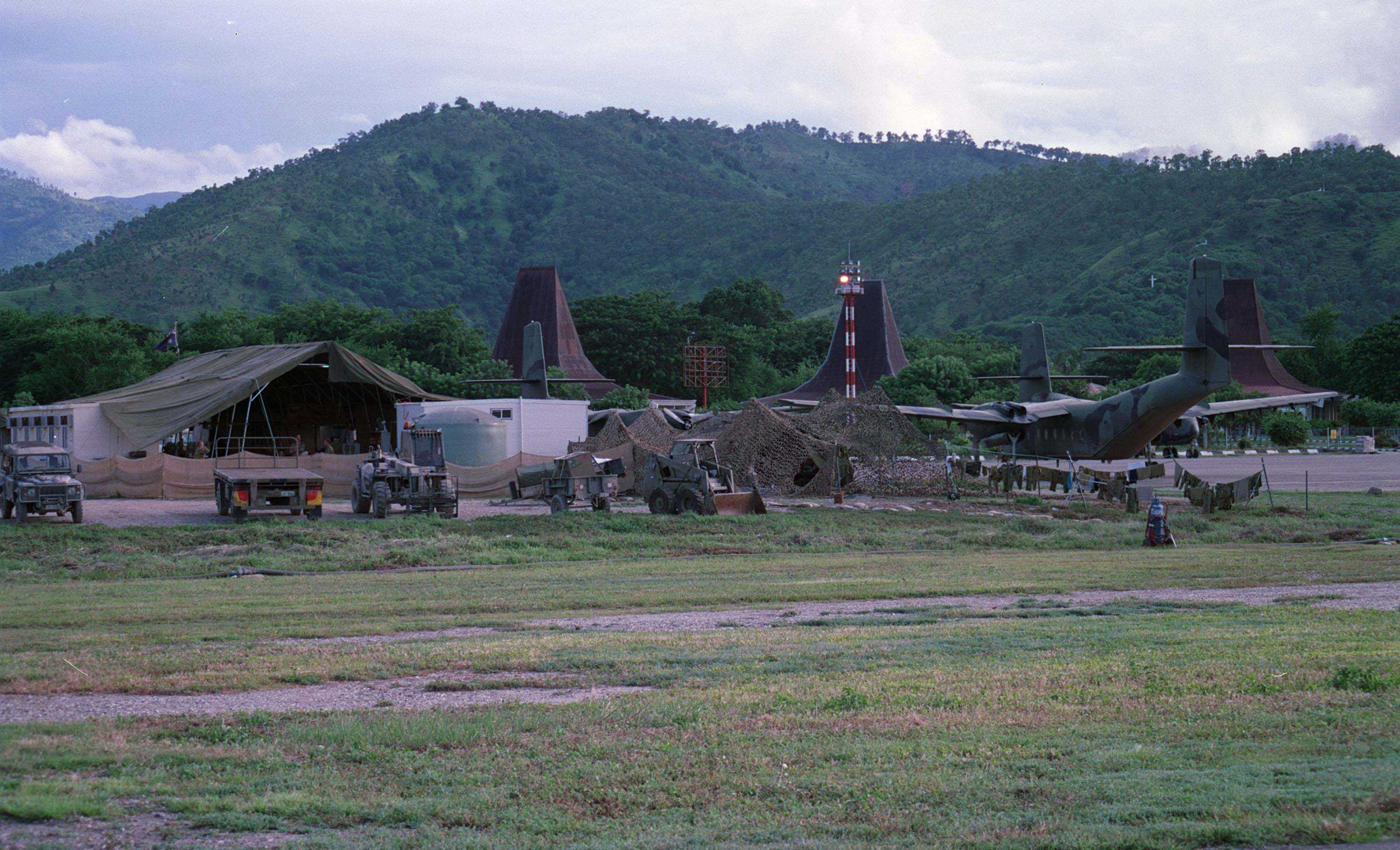
RAAF在帝力的DHC-4驯鹿运输机

东帝汶国际部队航空联队（INTERFET Combined Air Wing，ICAW）仍驻扎在达尔文。三架法国空军C-130H型飞机和两架加拿大皇家空军第436运输中队的CC-130型飞机也加入了该联队。法国飞机于9月22日开始在达尔文执行任务。9月20日，加拿大飞机载着一个空运科和一个维修科从安大略省特伦顿的基地飞往汤斯维尔，然后于9月27日转场到达尔文。英国皇家空军（RAF）一支由4架C-130K“大力神”运输机组成的分队在9月20日之前抵达，但其中两架于9月23日撤回，第三架于11月1日撤回，使英国空军的特遣队减少到只有一架飞机。英国空军的运气不佳，10月20日，一架驻在帝力的“大力神”前轮轮胎受损；10月21日，另一架驻在达尔文的三引擎飞机降落时爆胎。10月，加入联队的还有意大利空军的两架G222运输机、泰国皇家空军601运输中队的一架C-130H“大力神”运输机和德国空军的三架C-160运输机。由11个国家组成的ICAW为支持INTERFET出动了3,400架次航班，运送了9,500公噸（10,500短噸）货物和三万多名乘客。

### 海运
然而，按重量计91.7%/按体积计93.2%的货物，以及大多数乘客都是通过海路抵达东帝汶的。由澳大利亚皇家海军登陆舰托布鲁克号、登陆艇巴厘巴板号、文莱号和纳闽号以及补给舰成功号组成的海军特遣部队，在澳大利亚阿德莱德号、安扎克号、新西兰蒂卡哈号和英国格拉斯哥号巡防舰的护卫下，于9月18日在达尔文起锚，并于9月20日空运开始之日抵达东帝汶。美国莫比尔湾号巡洋舰、新西兰奋进号补给舰、法国旺代米亚尔号巡防舰和澳大利亚 达尔文号巡防舰已在东帝汶附近水域。由于澳大利亚海军的另一艘补给舰韦斯特里亚号在1998年的一场火灾中受损而无法运作，运载航空燃油的奋进号成为了联军不可或缺的资产。

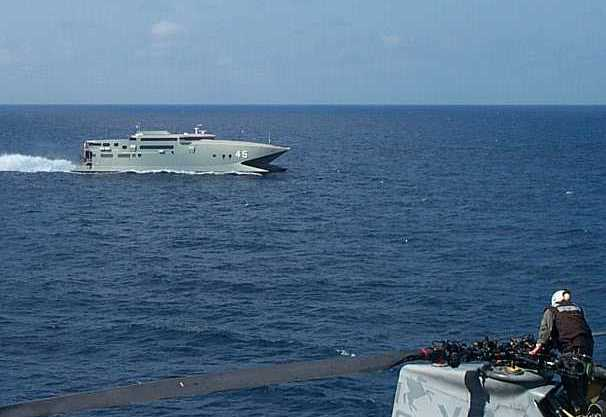
杰维斯贝号双体船 (AKR 45)

澳大利亚皇家海军于1994年购买的登陆舰卡尼布拉号和曼努拉号当时仍在改装中，无法使用。为了弥补这两艘船服役延误带来的损失，澳大利亚海军于1999年6月10日光船租赁了高速双体船杰维斯贝号。9月21日，杰维斯贝号载着澳大利亚皇家军团第3营的541名伞兵抵达帝力。澳大利亚海军清障潜水支队第4小组对港口进行了侦察，随后第2骑兵团的兵员以及29辆ASLAV轻型装甲车从托布鲁克号上登陆上岸。在首次登陆后，托布鲁克号四次往返于达尔文和东帝汶之间，运送了642名士兵和2,000公噸（2,000長噸）的货物。
澳大利亚国防军运输调度部门的工作人员面临着巨大的挑战，他们不仅要在几天内（而不是通常所需的几个月内）找到合适的商业空运和海运，以将部队部署到东帝汶；还必须解决跨大陆运输部队、装备和物资的困难。移动第10部队保障营是一个突出的问题。最初的设想是，先将保障营从汤斯维尔经陆路转移到达尔文，再从那里出发前往东帝汶。然而，拥有相关执照的工作人员没有长途行动的经验，在运输途中或在达尔文等待运输时，装备很有可能会丢失。
悉尼的调度官找到了两艘船，船主愿意在短时间内将船出租，一艘是谷物船卡拉塔根号（Calatagan），另一艘是丹麦的集装箱船斯文堡守护者号（Svendborg Guardian）。这两艘船都不是特别合适，船员们也不会说英语，但在当地一家装卸工公司的协助下，这两艘船接受了改装并安装了束缚装置。两船将大约7,000平方（75,000平方英尺）的车辆和装备从汤斯维尔直接运到帝力，没有损失。另有3,000平方（32,000平方英尺）的车辆和设备只得通过陆路运往达尔文，再由法国西洛可号登陆舰、新加坡无畏号巡防舰和丹麦民船北极大西洋号（Arktis Atlantic）运往帝力。

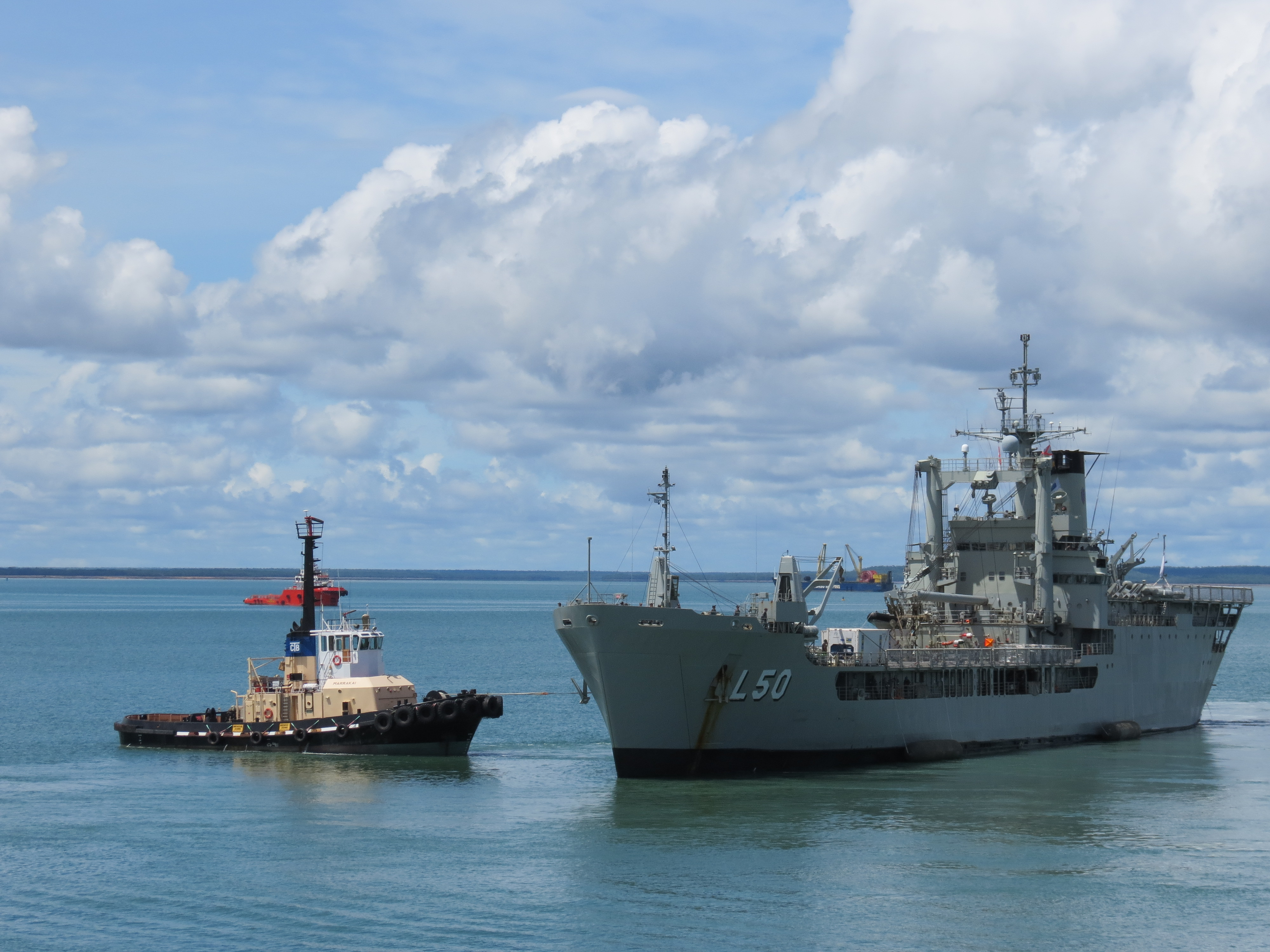
托布鲁克号（右）与CTB拖船马拉凯号（Marrakai）

在“稳定行动”期间，澳大利亚国防军租用了17艘商船，以补充其战略运输能力。所有船只都是外国船只，因为国防部认为澳大利亚船只的性价比不高。达尔文港在这次行动里承受了巨大的压力，其设施得到了升级，码头容量提升到了70公噸（77短噸）。为了减轻达尔文港设施的压力，伤亡人员被转移到其他城市；为了避免给当地供应商造成负担，实际采购在悉尼进行。在一位澳大利亚国防军联络官的协助下，达尔文港务局对港口进行了管理，使港口的吞吐量扩大了四倍，并且没有发生航运延误。

## 行动

### 调度
为了实现科斯格罗夫的作战构想，即用尽可能多的作战部队充斥东帝汶，马克·埃文斯在部署他的旅时，只配备了最少的车辆和后勤保障。与1980年代和1990年代在澳大利亚北部的演习不同，后勤保障将跟随作战部队，而不是预先部署好再等待部队。由于作战形势不确定，弹药和医疗用品等物品的需求无法预测。因此，计划是由悉尼的国防部存储和配送中心在达尔文建立储备，然后通过航空联队空运到科莫罗机场，或通过杰维斯贝号和托布鲁克号海运到帝力港，将这些物资按需运送给第10部队支援营。然后，第10部队保障营再把这些物资分发给第3旅行政保障营或直接发给部队。如果直接把物资送到帝力，就会像1966年越南战争中澳大利亚部队发生的情况一样，物资到达后没有部队接收，没有储存物资的设施，也没有分发物资的交通工具。卡曾斯按照科斯格罗夫的作战官阿什·鲍尔上校的建议确定了优先事项。应急储备被存放在近海的成功号上。
澳大利亚国防军使用三套计算机系统跟踪货物，即标准国防供应系统（Standard Defence Supply System，SDSS)、Lotus Notes临时需求系统（Lotus Notes Interim Demand System，LNIDS）和货物可见度系统（Cargo Visibility System，CVS）。1994年，澳军和平监测小组曾在布干维尔使用过这些系统，并根据其经验进行了改进。多年来，人们已经认识到后勤系统脱节的问题。在“典狱行动”中没有使用CVS系统，因为它不能处理大量的紧急需求。SDSS是国防部首选的系统，但实地单位更喜欢较简单的LNIDS系统，甚至用于不是该系统设计处理对象的库存物资。
麦克马纳斯的部队后勤保障组（FLSG）负责从达尔文购买、接收、储存和转运物资。他缺少能熟练使用SDSS和LNIDS系统的受训操作人员，无法跟踪物流动向和订购备件等物品，也没有足够的人手准备货盘或装载飞机，只有四名受训工作人员有能力处理即将泛滥的邮件。他成立了一个名为“高端配送中队”（Top End Distribution Squadron，TEDS）的特设分队，并从新业主手里租下了达尔文郊区贝里马的一些前军用仓库，用于在被前线调用前存放物资。他在达尔文空军基地成立了一处终端业务分队，负责处理空运调度。他与达尔文空军基地的第395远征作战保障联队和第321远征作战保障中队协调空运交付，并与库纳瓦拉海军基地协调海运交付。最终，大约120名人员被分配到后勤保障组，他们来自第9和第10部队保障营以及第7作战勤务保障营。金洛克被任命为陆军保障小组指挥官，在第10部队保障营到达之前，负责保障帝力的先头部队。

### 补给

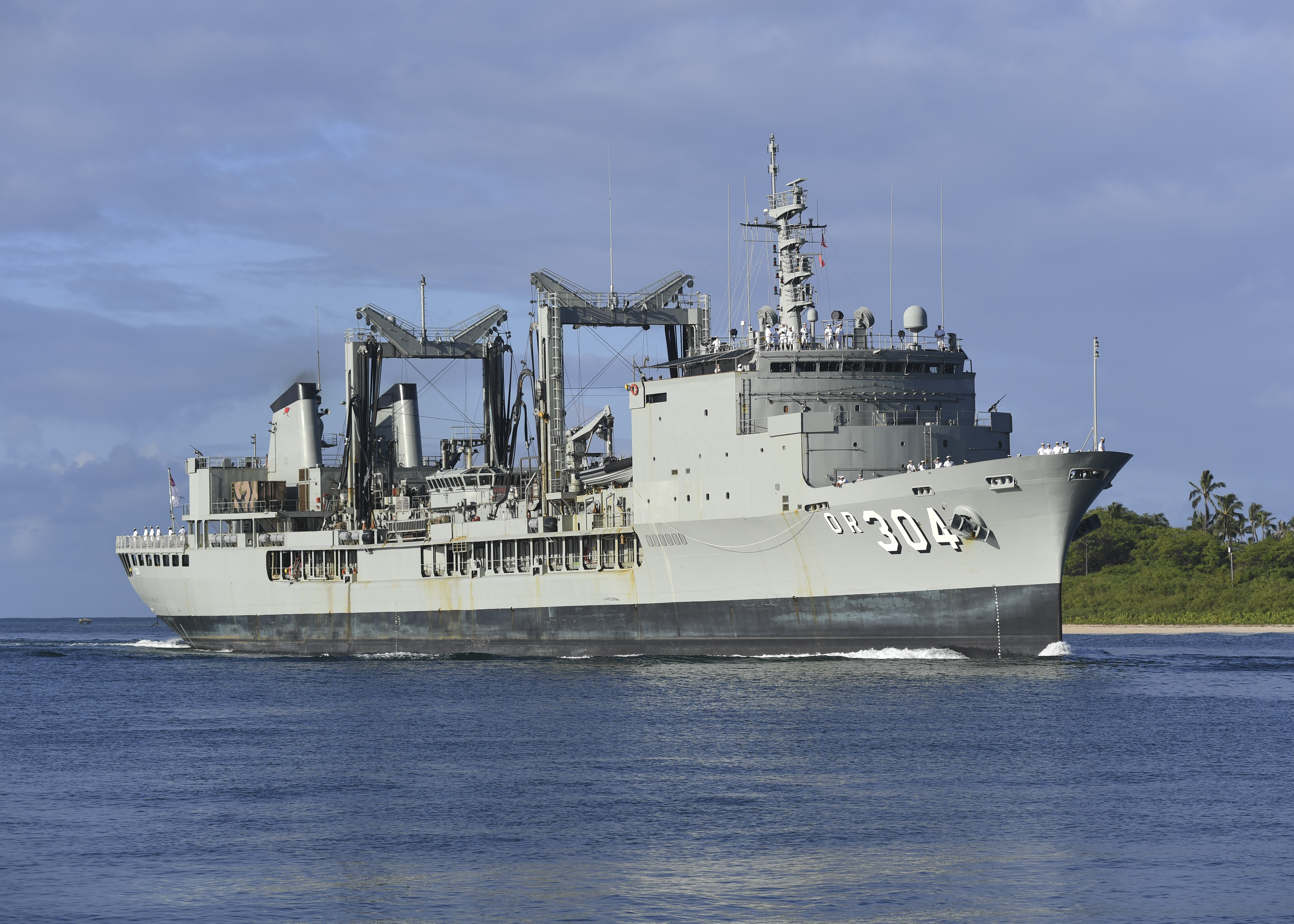
成功号补给舰 (OR 304)

水是第一优先的事项。在配备了钻井设备的工兵部队到达之前，帝力没有饮用水。每个登陆士兵都必须携带一天的水量，这意味着他们的背包中有8至10公升（1.8至2.2英制加侖；2.1至2.6美制加侖）的水。第二天的水补给则以袋装水的形式随部队上飞机或上船。9月21日，两辆分别载有22,000公升（4,800英制加侖；5,800美制加侖）水补给的水罐车随登陆艇抵达。这些水罐被用来补充海空两路送来的罐装水。托布鲁克号运送了三辆装满瓶装水和罐装水的卡车。应急储备则存放在近海的成功号上。同样，卡曾斯让每个士兵携带一天的战斗口粮。他预计每个人至少要吃两到三周的战斗口粮。在托布鲁克号和杰维斯贝号上携带了额外的口粮，但第一次大量补给直到9月26日托布鲁克号返航时才抵达。成功号上有1万份作战口粮的应急储备。非澳大利亚特遣队被指示随身携带42天的补给，但大多数人抵达时都需要援助，以满足他们的基本需求，这包括餐饮、运输和卸载其装备和补给。第一支菲律宾特遣队抵达时没有口粮或水。
燃油也是个问题，因为澳大利亚国防军没有自船至岸的加油能力。在“稳定行动”的头三个月中，海军部队是东帝汶各部队柴油和航空燃油的唯一来源；在这期间，国际部队每天消耗3,000公升（660英制加侖；790美制加侖）的燃油。起初，装在可折叠燃油桶里的燃油，作为韦斯特兰海王直升机的下垂载荷从成功号上运至直升机场。10月中旬，陆军油罐车抵达帝力后，它们被从码头东面的硬地停车坪开到登陆艇上，运到成功号边上加满油后，再运回码头；这个过程需要大约5个小时。油罐车和水罐车的驾驶员会被邀请登上成功号，在那里他们可以洗个澡，享受一顿热饭，并在等待加油/加水时洗衣服。奋进号负责从新加坡或达尔文到东帝汶的往返运输，通常每次为成功号补充150公噸（150長噸）航空燃油和2,200公噸（2,200長噸）柴油。奋进号于10月20日回国，紧随其后的是成功号，接替成功号的是加拿大皇家海军的保护者号补给舰，保护者号搭载有加拿大第443海上直升机中队的一架海王直升机。

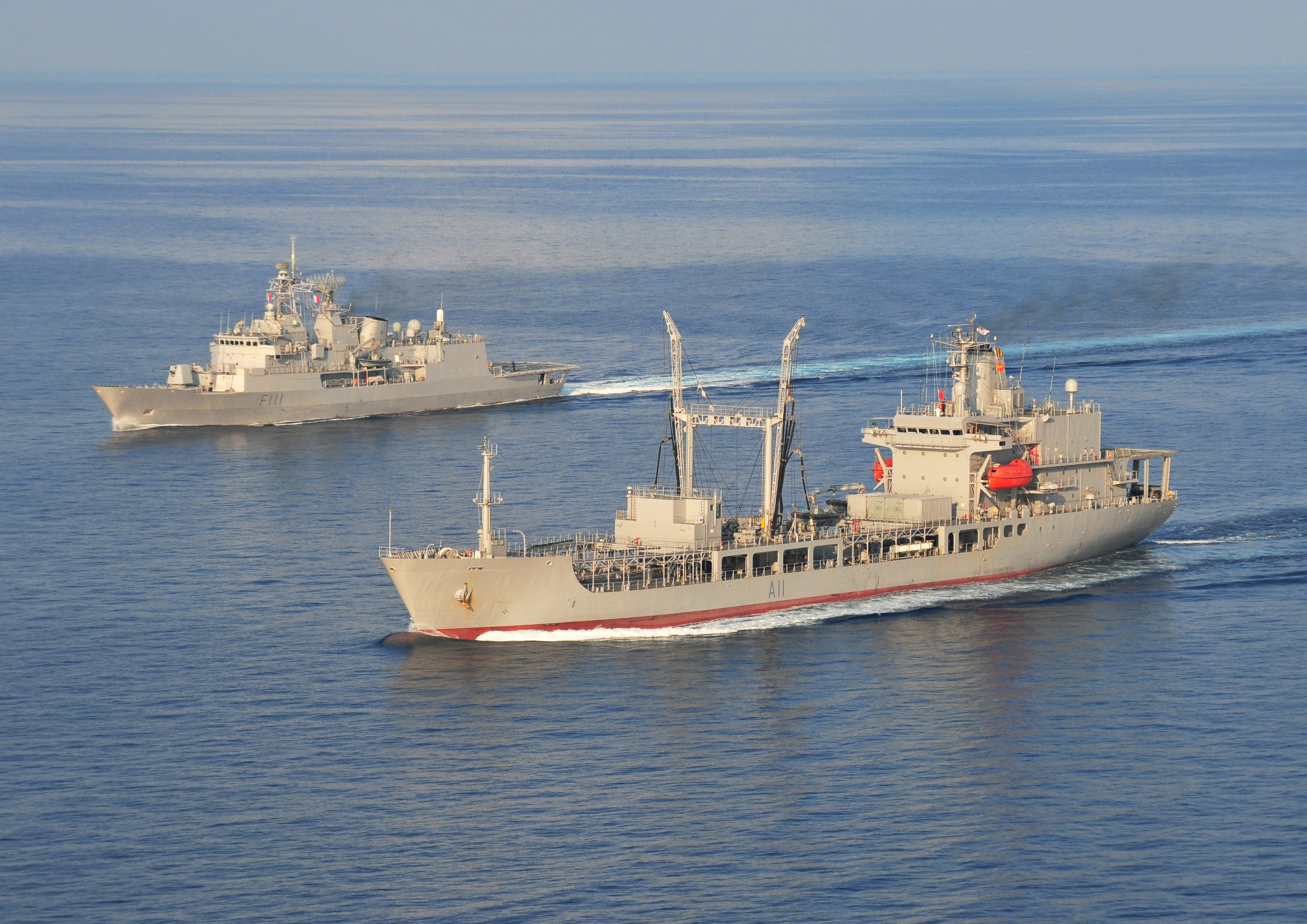
由特马纳号巡防舰 (F111)（左）护航的奋进号补给舰 (A11)（右）

每个士兵都携带了最初的弹药供给。托布鲁克号和杰维斯贝号运来了更多的弹药物资，并在帝力港停泊的船舰上存放了应急储备。由于其重量，由海路而不是空路对弹药进行了再补给。至于其他物品，如备件和医疗用品，每支分队被指示携带15至30天的补给。尽管第3旅1500名士兵手头的弹药存量有限，但该地区有约1.5万名印尼军，他们据推测有着充足的弹药。空中和海上桥梁也不安全，易被拦截：印尼军在该地区有海军资产，包括水面舰艇和两艘209型潜艇，情报来源报告说，驻扎在西帝汶的印尼军飞机包括3架鹰式教练机、多架OV-10轻型攻击侦察机、1架SA330美洲狮直升机和1架C-212运输机。澳大利亚空军的P-3猎户座海上巡逻机一直在监视着潜艇，两架F/A-18大黄蜂战斗攻击机随时待命，以防需要执行防空或密接空中支援任务。
补给计划很简单，但经过精心调整，几乎没有出错的余地。它在头48小时内就崩溃了。医务人员和补给意外地遭到延误。这是至关重要的，因为不知道是否会导致人员伤亡。还有一些不可预见的需求，比如管理机场所需的空军人员与装备；而且，与“喷火行动”不同，澳大利亚国防军不是航空联队唯一的客户。由于存在政治压力，要求优先部署媒体代表和东帝汶特派团人员及其设备和物资，第2营和第3旅行政保障营的剩余人员及其车辆、物资和瓶装水只能推后部署。想要与东帝汶同伴会合的第三旅成员，看到他们别人而不是自己登机，感到沮丧，并辱骂了调度人员。东帝汶特派团大院内的国际部队利用了一批废弃的路虎发现车队，这部分弥补了第2营的车辆短缺。成功号上的应急储备水不得不立即运送上岸，第2营还征用了第3旅空运来准备作为储备的水。当携带了500箱瓶装水第3营乘坐杰维斯贝号抵达时，他们将部分储备转交给了第2营。
到10月4日，东帝汶国际部队占领了帝力、包考和圣保罗，联军开始进入与西帝汶接壤的边境地区。第一阶段是 “拉瓦拉克行动”，其中，第2营与第3/4骑兵团B中队及其装甲运兵车分别从空路和海路出发，先于10月5日占领了巴利博，后在10月10日，占领了东帝汶和西帝汶边境中部的马利亚纳。10月6日，“斯特兰德行动”开始，在南海岸的苏艾成功登陆。10月22日，“暂息行动”开始，占领了孤立的欧库西飞地。11月21日，廓尔喀人连在帝力北部的阿陶罗岛登陆。

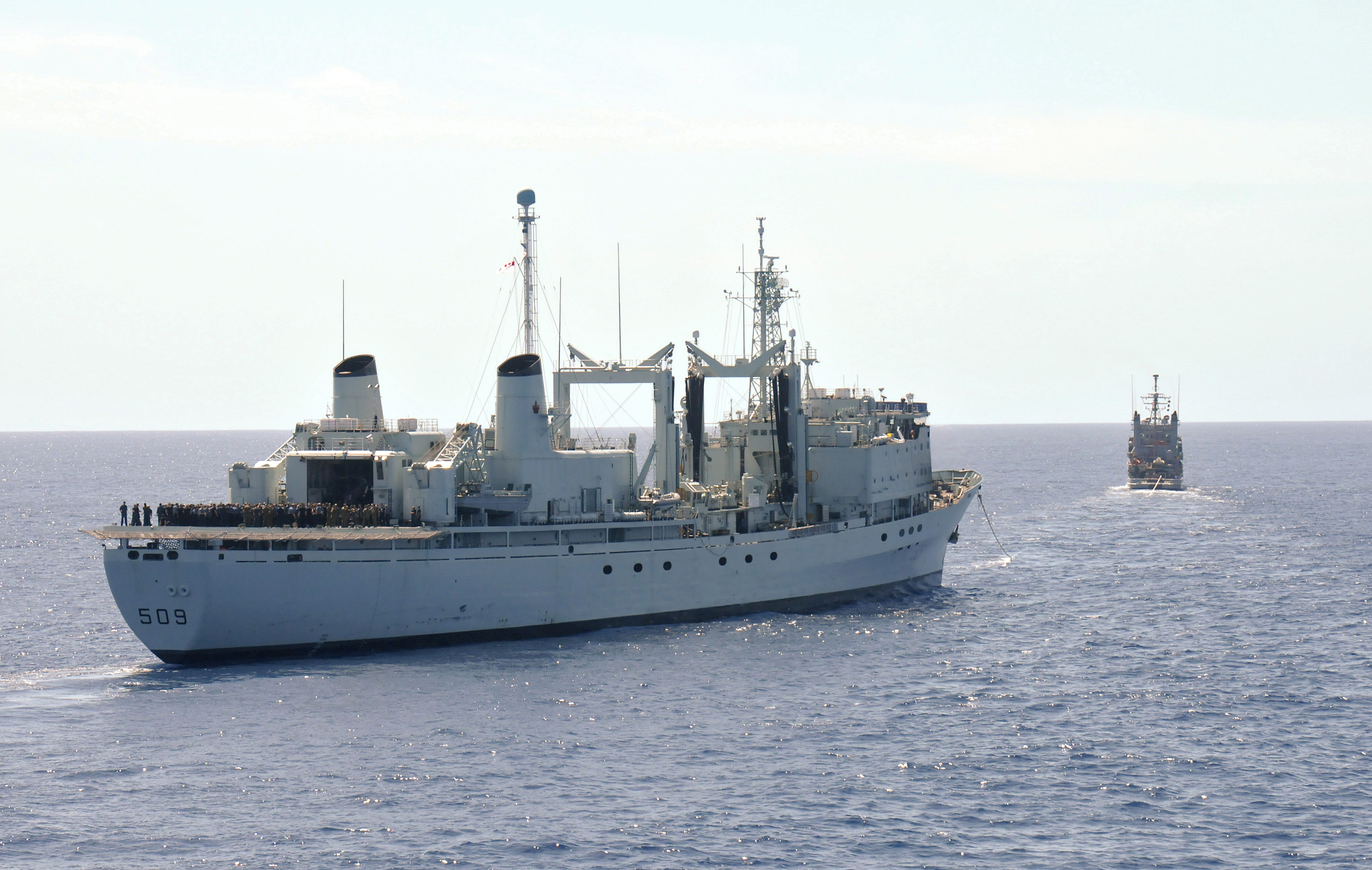
2014年，加拿大保护者号补给舰 (AOR 509)（左）与美国海军苏族号拖船 (T-ATF-171)合作

当务之急，是在分队级的补给和陆军保障小组所拥有的储备物资消耗殆尽之前，将第10部队保障营运到帝力。9月26日，由基欧率领的一个七人侦察组乘坐澳航公司航班从汤斯维尔经布里斯班飞往达尔文，第二天乘坐法国C-130H飞机飞往帝力。基欧决定冒着与弹药存储有关的风险，在港口进驻第10部队保障营。他飞回达尔文与先遣队会合，先遣队于9月30日乘坐一架新几内亚航空公司的飞机从加伯特机场直飞达尔文，然后乘坐杰维斯贝号连夜赶往帝力。10月8日，主力部队按照同样的路线跟进。
格兰特·卡瓦诺（Grant Cavanaugh）上校被任命为后勤保障总部指挥官。他于9月24日抵达帝力，没有工作人员，也没有指挥金洛克和麦克马纳斯的权力——前者受命于马克·埃文斯，后者受命于科斯格罗夫。为了填充卡瓦诺的总部，威尔金森从自己的部门抽调人手。在澳大利亚指挥与参谋学院学生的协助下，威尔金森起草了一份长达40页的部队级后勤作战命令，其中有54篇附录。由于决定优先卸载澳大利亚皇家军团第5/7营的车辆和物资，第10部队保障营的部署被推迟，并导致其直到10月20日才开始正常运作。到10月14日，第3/4骑兵团B中队的装甲运兵车几乎无法使用。车辆的履带板在三周的高节奏行动中已经磨损，没有备件进行必要的维护或修理。部分车辆无法使用，另一部分则被限制使用，这一问题直到一周后B中队的其余人员带着备件到达后才得以缓解。8-公噸（7.9-長噸；8.8-短噸）的麦克货车已不再生产，备用零件必须自行制造。
调度部门的工作人员优先考虑食品、水、燃料和弹药。外国特遣队抱怨说，在优先权和职权管理方面出现了混乱。加拿大特遣队报告说，在达尔文：
JMCC联合行动协调中心确定的运输/人员调动优先权有时令人生疑。每天优先级都在发生变化，这个重要问题在我们访问的大多数时间里一直没有得到改善。我们看到成箱的啤酒被装上大力神[飞机]，而我们的NCE[国家指挥部]车辆还在机场等候区等待。达尔文是真正的瓶颈，而人们多次感觉到，国际部队与达尔文的AS[澳大利亚]之间的沟通渠道是不存在的，[国际部队]没有决定权。

### 建筑
第一批抵达东帝汶的工兵是第3战斗工兵团，其主力部队于9月27日乘杰维斯贝号抵达。该团的行动是为了支援第3旅。第198工兵科于10月2日和5日部署。这支分队负责规划、协调和管理施工任务。10月10日至13日，艾哈迈德·穆斯塔法（Ahmad Mostafa）上校对东帝汶进行了详细的工程侦察，并制定了工程计划。他确定了三项主要的工程挑战。首先是道路：第3作战工兵团将其大部分时间用于维护道路和桥梁，但即将到来的雨季有可能使这些道路无法通行，并有可能让国际部队的停车坪、住宿区乃至机场化为泥潭。第二项挑战是提供硬质地面，以防止上述情况发生。第三项挑战是废物处理问题。从澳大利亚运来的几百座集便器用来收集和处理人类排遗，并定期由污水收集车排空。干垃圾则由一处设立在科莫罗的垃圾处理站处理。

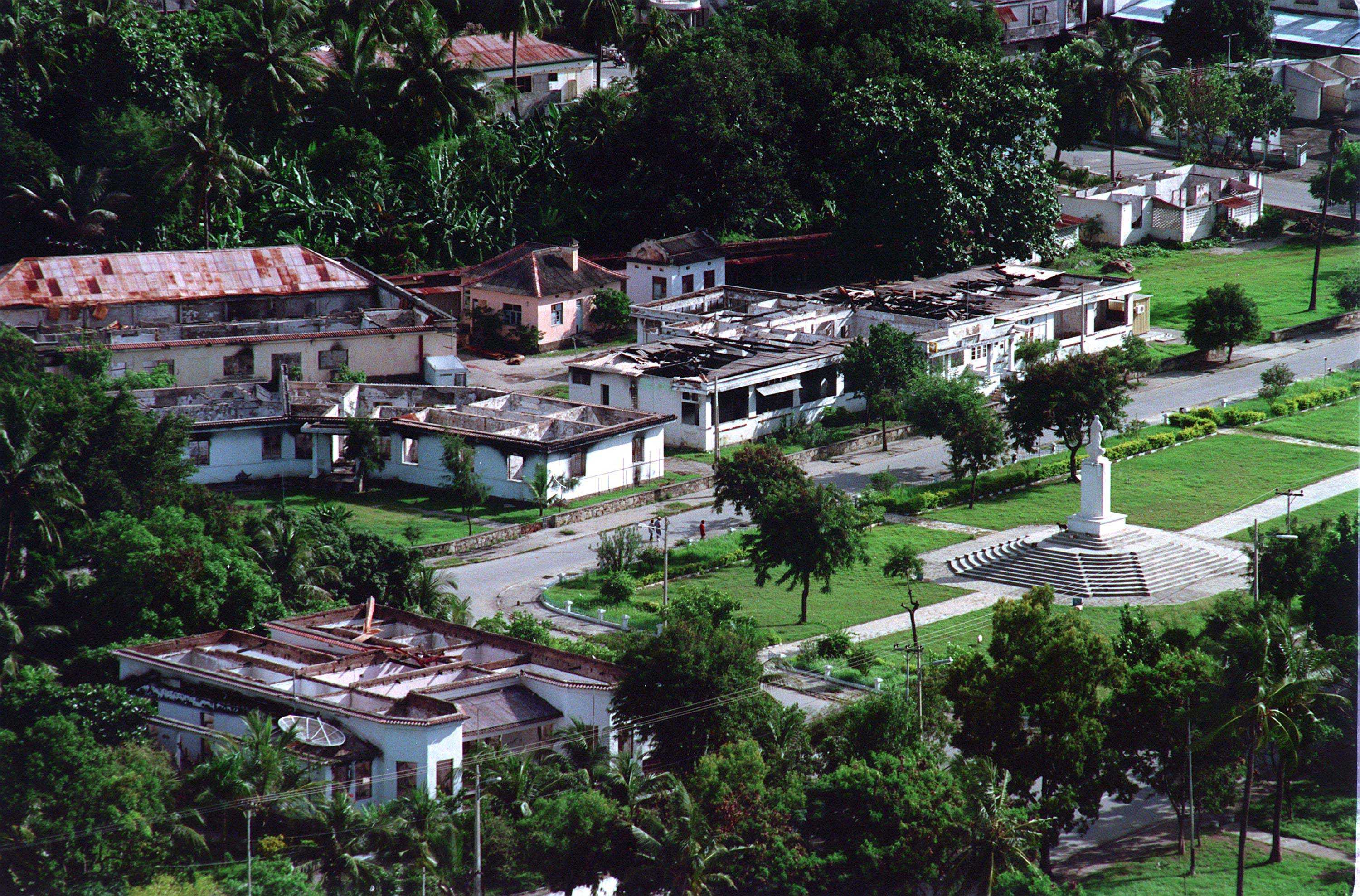
2000年2月帝力的破坏情况

在早期阶段，联军意识到东帝汶仅有的一点基础设施正在被亲印度尼西亚的民兵破坏，但联合部队部署总部没有工程人员。澳大利亚国防军的工程能力因国防预算削减而降低，但陆军仍保留了两个建筑中队，主要归功于它参与了土著及托雷斯海峡岛民委员会的陆军社区援助方案（Army Community Assistance Program，AACAP），该方案为偏远地区的土著社区提供设施。1999年8月，刚完成了在昆士兰州琼本的AACAP建筑任务并回到悉尼的第17建筑中队，接到了180日内转移的通知；其时，第21建筑中队正驻扎在罗克汉普顿支持“鳄鱼99”演习。9月13日，第17建筑中队接到了28日内转移的通知，但没有得到更多人手以达到满员状态，也没有得到申购工程储备和设备的授权。9月20日，该中队接到了7日内转移的通知。直到这时，它才从其他分队调来22名工兵，以补充兵力。澳大利亚希望其他国家能满足联军的工程需求，但这并没有发生。响应澳大利亚派遣工兵部队的呼吁，肯尼亚派遣了一支建筑部队，但该部队迟至12月底才能抵达。
10月14日，第17建筑中队先遣队从第3战斗工兵团手中接过维护帝力主要水源点的责任，并开始寻找其他水源。10月26日，主力部队带着160名人员和130辆汽车抵达东帝汶。建筑中队修复了废弃的水井，安装了滤水器和加氯器，使国际部队人员和平民都能获得稳定供应的清洁饮用水。德斯蒙德·穆勒少将的保障指挥部为第17建筑中队补充了一台新购买的碎石机、一架履带式混凝土配料机和一台高空作业平台。由于供应系统的负担过重，建筑中队的一些申购单未能得到满足，其任务的复杂程度随之加重。

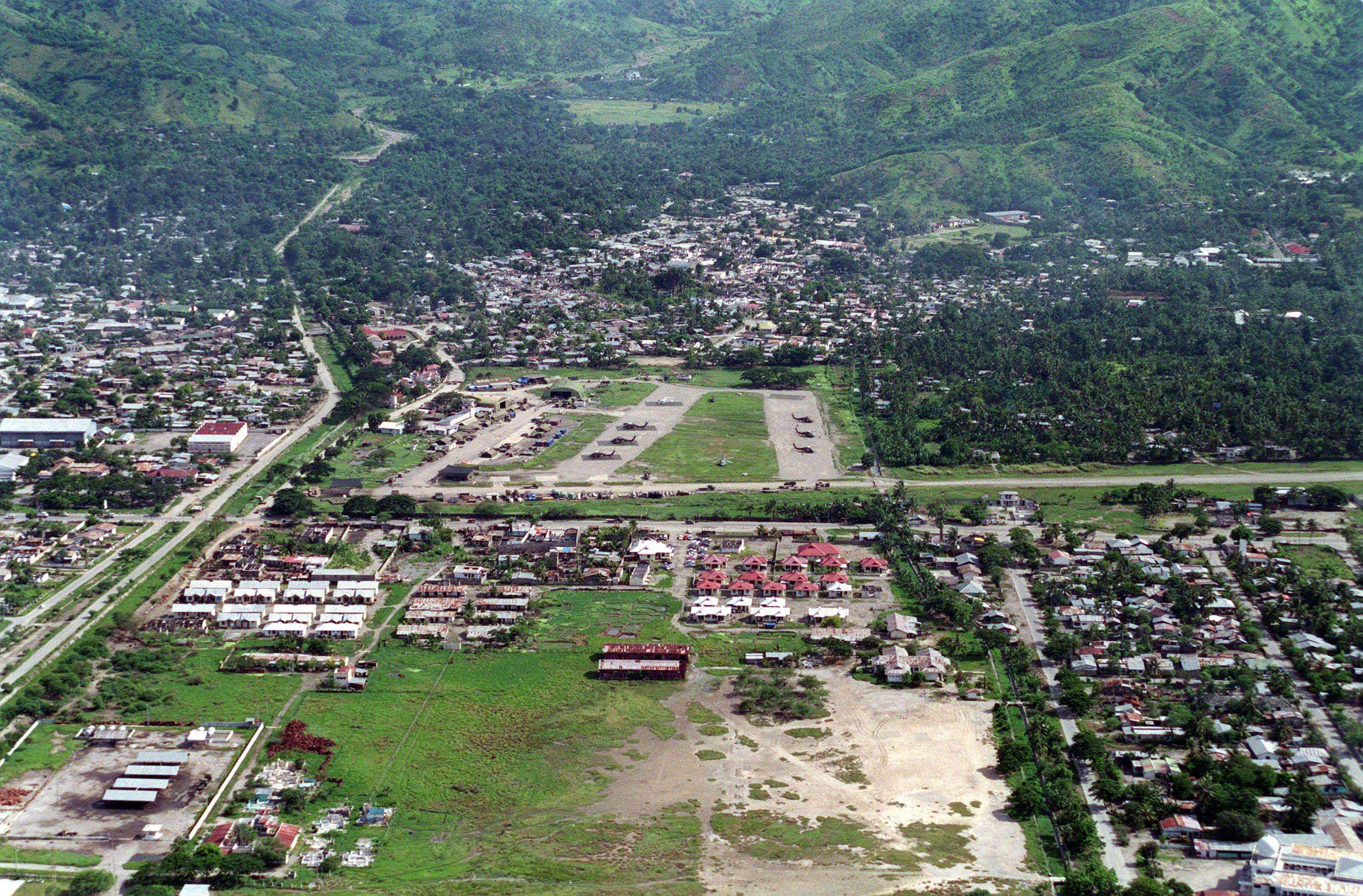
2000年2月的帝力直升机场

第17建筑中队的下一个优先事项是升级帝力直升机机场，以便利全天候作业。直升机场位于地势较低的地方，在雨季很容易洪水泛滥。第198工程科提出了一个设计方案，要求挖掘底基，建造硬质地面，并为11个直升机停机坪铺设穿孔铝板。这项工作由第17建筑中队负责，历时4周完成。在苏艾，为支持全天候的C-130运行，对跑道进行了升级改造。跑道延长了150（490英尺），并增加了一个转弯节点；此外，还提供了硬质地面，以及住宿、车间和五个直升机停机坪。
莫斯塔法决定将第21建筑中队也派往东帝汶，但国防部高级官员担心，东帝汶国际部队正在超出其任务范围，并开始发展东帝汶的基础设施——这也是当初没有部署工程建筑资产的原因。最后，第21建筑中队于11月8日奉命向东帝汶派出一个工厂部队小组，协助道路维修，其人数上限为80人。主力部队于12月3日抵达帝力，但载有重型厂房和设备的船只直到11月27日才抵达布里斯班，途中还多次发生故障。12月17日，道路工程终于开工。第21建筑中队修复了从帝力到艾莱乌的主要通道。肯尼亚部队于12月26日抵达，并着手修复南部的道路。在最初的一场大雨之后，雨季并不像最初预计的那么严重，但随着第3战斗工兵团在1月中旬的离开，不再有资源来维护边境地区的道路。

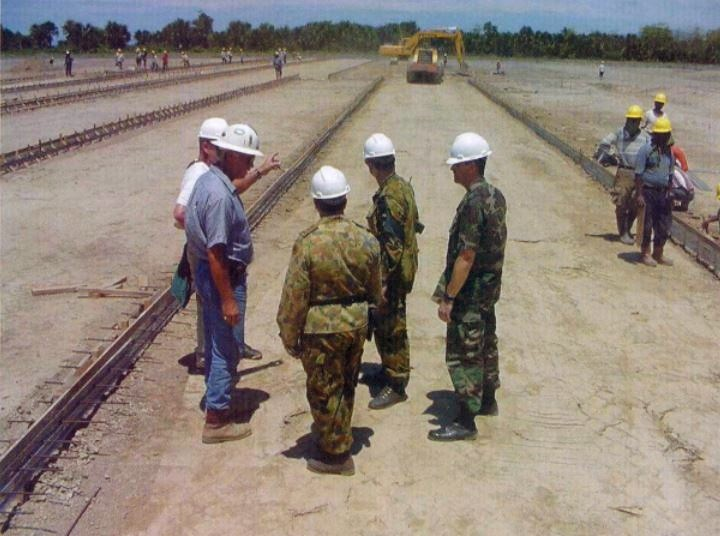
美国和澳大利亚的建筑人员在帝力机场

为解决废物处理问题，第17建筑中队组装了ATCO的预制厕所，配有抽水式化粪池和独立的供水系统。在洗衣房内安装了相关的水电设备，设立了黑水和灰水的独立处理设施。在距离帝力约10（6.2英里）的地方设立了一处固体废物处理场。在帝力机场建立了可容纳500人的半永久性营地，提供了ATCO的预制营房。第17建设中队负责水平施工，第381远征作战保障中队则负责垂直建筑施工。第17建筑中队还建造了一处设施，用于清洗返回澳大利亚的物资、装备和车辆，以符合澳大利亚严格的检疫规定。该设施有20个托架，配有水箱和水泵，以及相关的电气、管道和水网。

### 设施
到1999年10月下旬，东帝汶驻守的人员开始期望能够过上更舒适的生活。在悉尼，黛安娜·加拉施中校谈判签订了从达尔文运来新鲜农产品的合同，并建立了灵活的口粮补给系统。冷藏集装箱、发电机和厨房拖车被运到东帝汶。在第一批部队抵达帝力六个星期后，有22个战地厨房可以提供热食。然而，许多士兵仍在地面上睡觉。仍然没有洗衣设施，所以士兵们只能在旧的口粮罐里洗衣服。各分队被提供了资金来雇用东帝汶平民提供洗衣设施，但不同分队的资金利用情况良莠不齐。

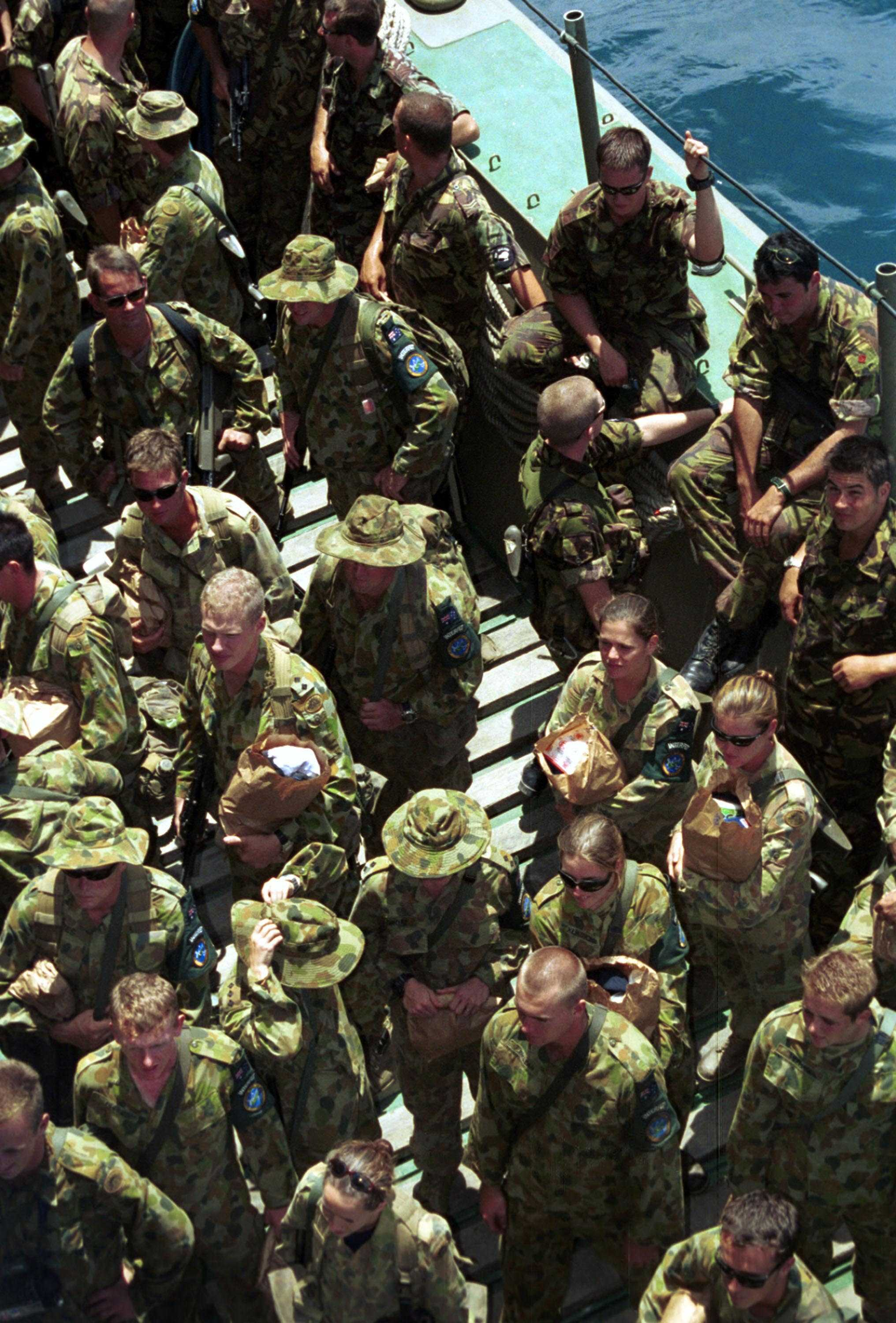
澳大利亚士兵来到停泊在帝力海岸3000 yd处的蓝岭号上开会和休息

卡曾斯催促送来帐篷和野营用品，但被相互竞争的优先事项淹没的墨尔本保障司令部难以提供这些物资。科斯格罗夫把保持行动节奏放在首位，其次才是为雨季及时建立食品、燃料、水和弹药的储备。作为曾在越战里度过较长时间艰难生活的老兵，他认为部队可以在没有设施的情况下多呆一段时间。澳大利亚陆军司令约翰·哈特利少将于11月4到5日视察了东帝汶，并提出了一份报告，对特雷洛尔和穆勒的表现提出了高度的批评。
在整个11月，澳大利亚和东帝汶的后勤人员努力减少积压，为雨季建立储备，并改善实地部队的生活条件。部队后勤保障组平均每天运送176公噸（194短噸）货物，每周运送60个冷藏集装箱的新鲜食品。11月上旬，积压的备件得以解决，巴利博有了食堂和淋浴设备。11月12日，第2营终于收到了全套营地用品，包括帐篷、椅子、桌子、担架和垫路板。12月15日，保障总部承担了保障东帝汶部队的责任。

### 直升机
在东帝汶各港口受损的原始条件下卸货面临困难。这一困难在苏艾尤为突出，因为当地没有设备来卸下加拿大和新西兰运来的集装箱。只能使用托布鲁克号的一台起重机将集装箱先卸到一艘重型登陆艇上，当登陆艇到达岸边时，再由一辆侧装卡车接走。这既不快又不安全。更好的解决方案是用重型起重直升机卸货，但澳大利亚海军没有重型起重直升机，而陆军的CH-47“支努干”直升机也因传动装置的问题而停飞。澳大利亚战区总部只得向美国太平洋司令部请求援助。9月29日，美国国防部长威廉·科恩提供了4架来自第31海军陆战远征队的CH-53“海种马”直升机，这些直升机从佩莱利乌号直升机登陆攻击舰上参与行动。10月5日，它们被第11海军陆战远征队的直升机接替，后者从贝洛·伍德号直升机登陆攻击舰上起飞。直升机登陆攻击舰为直升机提供了很好的维护支持，在不增加美国在岸上足迹的同时也代表了美国，但仅仅为了支持4架直升机而部署数千名水兵和海军陆战队员是不经济的。

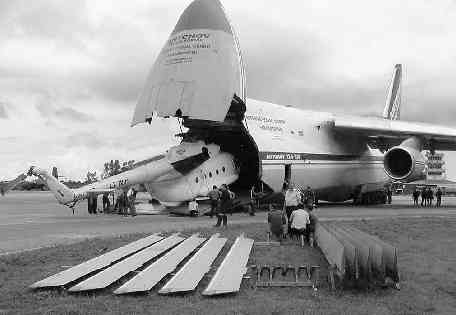
其中一架从保加利亚运来的米-8中型运输直升机，正在从俄罗斯的安-124运输机上卸下

美国太平洋司令部转而求助于美国陆军的后勤民用增援计划。根据合同，DynCorp公司提供了两架米-8和两架米-26直升机及其空中和维修人员。在即将到来的季风季节，直升机上岸作业需要在帝力机场建造混凝土直升机停机坪，但东帝汶缺乏生产混凝土的设施。所需的所有建筑设备以及训练有素的操作人员都必须运到岛上。根据与美国签订的双边《采购和交叉服务协定》，澳大利亚负责为100名空中、地面和施工人员提供食物，并为他们的车辆和直升机提供燃料。澳大利亚战区还通过位于达尔文的美国太平洋司令部中转站帮助运送人员和设备。两架米-8以及它们的备件和一辆油罐车，由俄罗斯的安-124运输机从保加利亚运往东帝汶。两架米-26型飞机则自备动力从俄罗斯飞来，共计耗时十天。在1999年12月至2000年2月期间，这四架直升机飞行了475小时，没有发生任何事故，运送了6,400名乘客和850公噸（840長噸）货物。

### 医疗
事实证明，日本脑炎疫苗接种制度是有效的，东帝汶国际部队没有记录在案的病例。影响部队的主要疾病是登革热和疟疾，分别有306和334个病例。这两种疾病都是东帝汶的流行病。澳大利亚军队在东帝汶记录了224例登革热病例。当时没有登革热疫苗，尽管有证据表明日本的脑炎疫苗对登革热有部分预防效果。除了休息外，病人在康复前没有经过任何治疗。预防登革热和疟疾等蚊子传播的疾病的措施包括使用驱虫剂、安装经过百灭宁处理的蚊帐以及其他的控制蚊子措施，如在可能的蚊子繁殖区喷洒杀虫剂。登革热令人担忧的一点是，从东帝汶返回昆士兰北部基地的部队可能会在澳大利亚导致登革热爆发，因为该地区存在登革热的主要病媒埃及伊蚊。据报告，在汤斯维尔的士兵中有9个确诊病例，他们受到严密监测；在平民中没有发现任何病例。
与以往的战争一样，疟疾是一个主要问题，一名马来西亚联合国观察员死于疟疾。澳军为防治疟疾建立了预防制度，要求澳军人员在离开澳大利亚前两天开始，每天服用100毫克（1.5格令）的多西环素，并在返回澳大利亚后继续服用两周。对于有不良副作用的人员，则以每周250毫克（3.9格令）的甲氟喹替代。从澳大利亚回国后，还要继续终末预防，要求连续三周服用每日三次，每次7.5毫克（0.116格令）的伯氨喹。此外，以斯科特·J·基奇纳（Scott J. Kitchener）少校带领的澳大利亚陆军疟疾研究所的一个小组作为顾问前往帝力。于2001年和2002年在东帝汶进行的甲氟喹试验发现，约有6.5％的士兵受到甲氟喹副作用的影响，主要是神经精神方面的影响。长期以来，人们该药物的使用一直存在担忧。

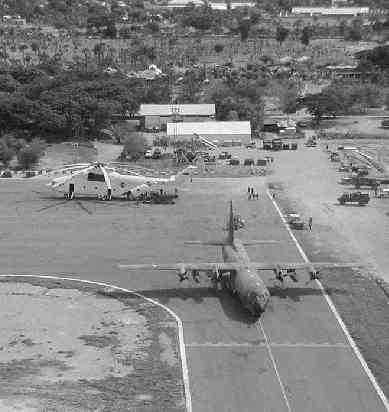
帝力机场的米-26重型直升机和C-130H“大力神”运输机

结果表明，自1975年越南战争结束以来，各级指挥部对以往战役的记忆已经淡化。军官们没有监督化学预防药物的服用，虽然大多数士兵都乖乖地吃药，但还是有人没有吃。恶性疟原虫和间日疟原虫都是东帝汶的地方病，2000年9月，平民中疟疾的流行率比平时高得多，这是由于许多人为躲避暴力而逃到丛林里，在那里有更多的蚊子。在东帝汶的澳国防军人员中有64个疟疾病例。由于没有证据表明疟原虫对多西环素有抗药性，其感染原因只能是没有服用药片或药片在热带条件下变质。大约三分之二的病例是恶性疟，其余的是间日疟。恶性疟病例用奎宁、甲氟喹和多西环素联合治疗，而间日疟病例用氯喹和伯胺喹联合治疗。
另有212个病例是澳国防军人员返回澳大利亚后报告的。除了有两人在返回后两周内出现了间日疟病例外，其余都是恶性疟病例。虽然巴布亚新几内亚曾有对伯氨喹的抗药性记录，但东帝汶没有；然而终末预防方案的疗效依然不及预期。由于伯氨喹是唯一能在肝脏消灭疟原虫的药物，无论如何，病例又经过了一个疗程的氯喹和伯氨喹治疗。另外，还注意到，已经患过疟疾的人对治疗的依从性非常好。约有44个病例复发，11个病例二次复发，2个病例三次复发。
东帝汶国际部队的医疗资源因接收了大量东帝汶平民而捉襟见肘。许多病人是儿童，他们的症状主要是骨折和伤口感染。有些人的骨折没有正确地接合。现有的医疗用品不足以应付需求，士兵们不得不从废弃的诊所、帝力总医院（Dili General Hospital）和印尼军的商店中搜寻医疗用品。10月中旬，国际部队野战外科小组（Field Surgical Team，FST）在博物馆大楼内开设了东帝汶国际部队医院，拥有55张病床，提供一系列医疗和外科服务。该小组的成员来自布里斯班的陆军第一野战医院（Army's 1st Field Hospital in Brisbane）和维多利亚州莱沃顿的第6皇家空军医院（6th RAAF Hospital）。这些人员有参加“沙多克行动”的经验，该行动是为援助1998年海啸受害者而部署到巴布亚新几内亚的。虽然80%的住院病人是国际部队人员，但该医院也治疗东帝汶和其他国家的平民。国际部队医院有着帝力唯一一间设备齐全的重症监护室。较不紧急的病例则被转移到法国军事医院（French Military Hospital）和红十字会管理的帝力总医院。

### 民政

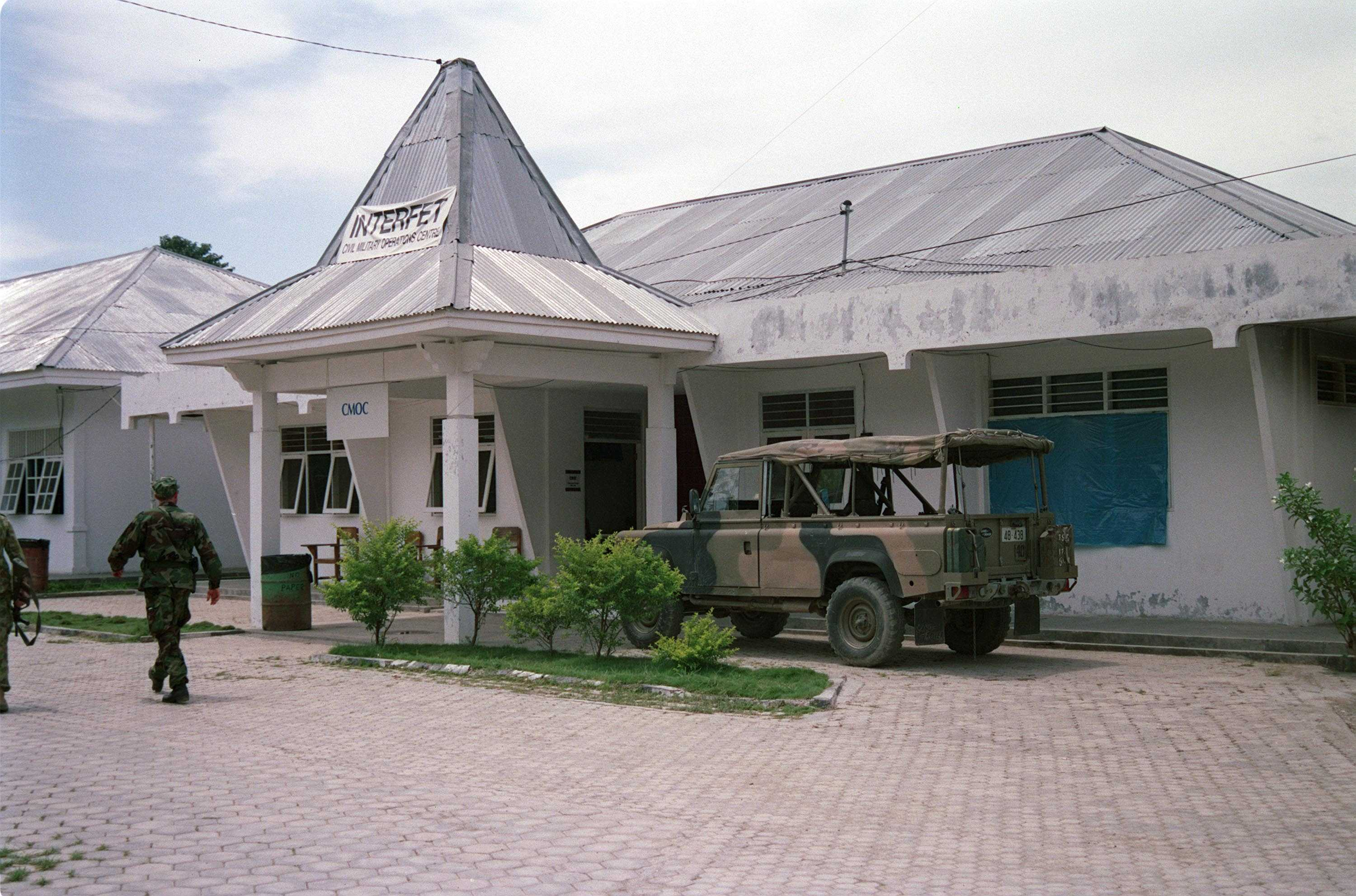
2000年2月在帝力东帝汶国际部队总部的军民行动中心

在10月初，已有72,000多名平民返回帝力，他们主要来自周边地区，但越来越多的人来自更远的地方。帝力体育场成为运送人道主义援助的协调中心。澳大利亚在1992年－1993年对索马里的干预行动“安抚行动”里积累了一些技术，并用来避免在粮食分发点发生骚乱。美国北卡罗来纳州布拉格堡第96民政营B连派出了经验丰富的乔·艾森（Joe Ison）中校，他于9月25日在帝力建立了一个军民行动中心（Civil Military Operations Centre，CMOC）。他的十人小组得到了国际部队总部澳大利亚人的增援。他与联合国难民事务高级专员、儿童基金会、世界粮食计划署、红十字会、乐施会和其他机构协调救济工作。11月初，他的小组被来自夏威夷的第322民政旅（322nd Civil Affairs Brigade）的一个分队接替。在第3旅转移到与西帝汶相邻的边境地区后，各机构在向那里的人民提供援助时面临困难。一位救援组织的代表在一次行动中心会议上说，假设季风降雨没有把道路冲毁，他唯一的一辆卡车需要两个月才能把6公噸（5.9長噸）的物资运到东帝汶南岸的苏艾。最终，两架CH-53飞机在一个下午就把他的物资运走了。

### 邮政
第10部队保障营的一些成员以前曾在卢旺达和布干维尔服役，但东帝汶收到的邮件量仍然令人吃惊。用叉车将空军的大型金属L托盘运送到帝力的澳大利亚第5野战邮局（Australian Field Post Office 5），处理的邮件量从10月份的每天250（550英磅）增加到11月初的每天12公噸（13短噸）。随着圣诞节的临近，澳国防军人员的亲友开始大量利用澳大利亚政府提供的免费邮件投递服务，邮件量从11月中旬开始增加到每天37公噸（41短噸）。杰维斯贝号每周三次从达尔文取回寄来的邮件。外发邮件每周7天发往澳大利亚。这导致邮政部门每天必须工作14至16小时才能避免积压。

### 联军后勤
东帝汶国际部队高峰期有来自23个国家的11,693人。其中有5,697人来自澳大利亚，是越战以来澳大利亚部队在海外的最大规模部署。但是，正如部队后勤保障组的法律官员布朗温·沃西克（Bronwyn Worswick）少校指出的那样，“我们的后勤系统是为了向我们供应而设立的，而不是为了向其他国家供应和销售而设立的”。行动开始时，澳大利亚只与英国和新西兰达成过正式的后勤保障安排。因此，各国特遣队在抵达时并不清楚他们将被要求支付什么费用，导致可能在供应和成本收回问题上造成联盟分裂。
虽然要求东帝汶国际部队对发放的所有物资进行核算，以便日后收回成本；但部队后勤保障组没有要求新西兰进行严格的核算，因为它们是如此密切的盟友。这两个国家有着相似的行动文化，即认为眼前的行动需求是最重要的，而对细节的担忧可以留待往后。东盟国家并不认同这种文化，他们希望以商业方式接受后勤保障。部分特遣队试图实行以现金为基础的经济，在购买小件物品时支付费用。韩国部队甚至为延迟交付的口粮寻求经济补偿。澳大利亚的燃油泵上没有计量器，因此很难测量向特遣队提供的燃油量。也没有记录车辆维修所需劳力和材料的程序；这些程序在现场才得以建立。
在《部队派遣国准则》（Guidelines for Force Contributing Nations）中，要求特遣队在抵达澳大利亚时能自给自足42天。事实证明，这不过是徒劳的希望。一些特遣队在澳大利亚刚开始组建联军时的一片混乱中抵达，派出国几乎没有或根本没有提供后勤保障，并期待由作为牵头国的澳大利亚来提供后勤保障。日本提供了至关重要的财政援助，捐助了1亿多美元。由于澳大利亚计算机系统的局限，直到2000年9月，澳大利亚国防军在支持国际部队方面的费用才得以统计，这妨碍了澳大利亚向联合国东帝汶国际部队信托基金提出偿还的要求。

## 任务结束

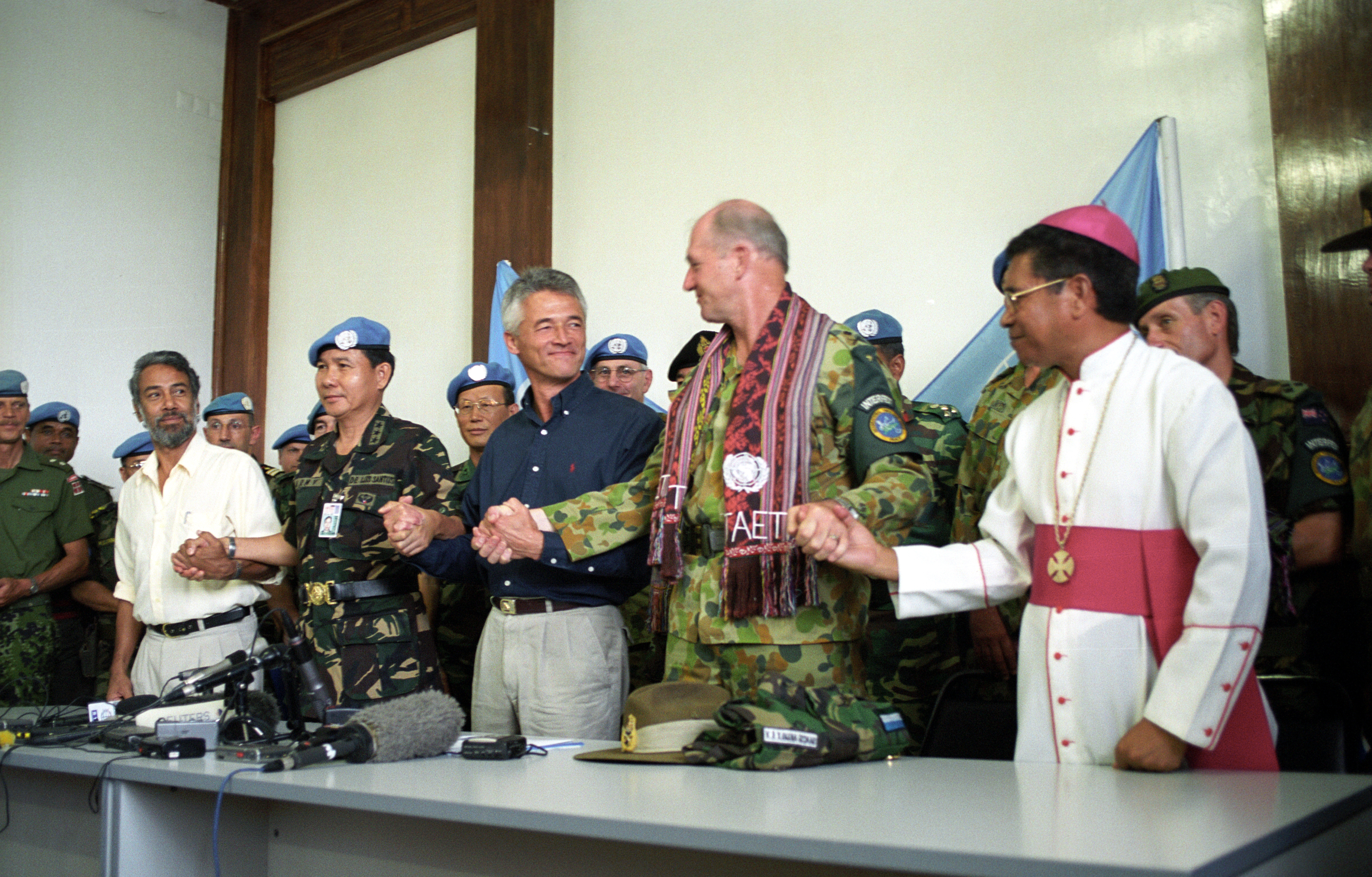
科斯格罗夫在东帝汶国际部队将治权正式移交给东帝汶过渡当局的庆典活动中与东帝汶新领导人携手

印度尼西亚于1999年10月19日承认东帝汶为独立国家，印尼军队于10月31日撤出，由东帝汶国际部队接手。2000年2月1日至23日，东帝汶国际部队将管理东帝汶的责任移交给联合国东帝汶过渡行政当局。2000年2月20日，第10部队保障营将保障东帝汶部队的责任，及其在东帝汶的少数剩余人员移交给了第9部队保障营。澳大利亚的后勤保障一直提供到东帝汶过渡当局能够自立为止。向东帝汶过渡当局的后勤移交工作直到2000年7月1日才完成。

## 回顾
对澳大利亚来说，干预东帝汶的行动暴露了其后勤能力的严重缺陷。澳大利亚缺少联合后勤指引，陆军、海军和空军也没有为支持联合特遣部队而进行过联合后勤行动演习。缺乏诸如自船至岸加油能力等重要装备，也没有足够的叉车和拖车来运送集装箱。在航空和水运码头业务、石油分配、供应员、医疗专家和厨师等关键领域存在技能短缺。澳大利亚国防军可以像普通消费者一样购买补给品的想法被否定了，仓库无法应付对个人物品、物资、装备和备件的突发需求。美军飞机人员不得不在执行任务时穿戴着美国自己的头盔和高炮背心。后勤计算机系统的设计是为了跟踪货物在澳大利亚各个基地间的移动，而不是为了部署部队。人事系统没有实现自动化，有四起未成年人员被派往东帝汶的事件。54天后，保障司令部才准备好承担东帝汶的责任。
威尔金森把对东帝汶行动的保障描述为“非常容易的”后勤场景。行动区离澳大利亚很近；涉及的地区和部署的部队相对较小；没有高级别战斗；后勤单位可以不受敌方行动的影响履行职责。东帝汶国际部队的靴子一落地，情况就稳定下来了，超负荷的后勤系统也没有被大量弹药和其他作战物资的紧急要求所压垮。不管是靠运气好还是靠管理好，科斯格罗夫都拥有执行任务所需的资源，没有因后勤保障不足而受到严重限制。虽然部队有充分的理由对缺乏备件、医疗用品和设施提出批评，但总的来说，历史学家鲍勃·布林（Bob Breen）这样总结道，“澳大利亚人对后勤系统的要求比大多数国家要严格，其得到的后勤保障是许多其他国家所梦寐以求的。”

## 脚注
1. ↑  . University of Canberra.   [2020-02-02]. （原始内容存档于2021-10-09）.
2. ↑  Fowler 2016，第4–6頁.
3. ↑  Frei 1996，第282–287頁.
4. ↑  Frei 1996，第298–299頁.
5. ↑  Pietsch 2009，第79–81頁.
6. ↑  Farram 2004，第186–188頁.
7. ↑  Farram 2004，第216–218頁.
8. ↑  Pietsch 2009，第64–7頁.
9. ↑  Pietsch 2009，第80–81頁.
10. ↑  Pietsch 2009，第81–84頁.
11. ↑  Stevens 2007，第17頁.
12. ↑  Fowler 2016，第12–14頁.
13. ↑  Fowler 2016，第15–18頁.
14. 1 2  Glynn 2001，第11頁.
15. ↑  Connery 2010，第47頁.
16. 1 2  Breen 2008，第138頁.
17. ↑  . clintonwhitehouse4.archives.gov. 1999-09-16  [2019-10-25]. （原始内容存档于2021-04-13）.
18. 1 2  Glynn 2001，第13頁.
19. ↑  Smith 2001，第11–12頁.
20. ↑  Glynn 2001，第2–3頁.
21. ↑  Barrie 2015，第84頁.
22. 1 2  Müller & Hickman 2002，第57頁.
23. ↑  . The Geography of Transport Systems.   [2019-11-09]. （原始内容存档于2020-10-08）.
24. ↑  Müller, Hickman & 2002 2002，第57頁.
25. 1 2  Stevens 2007，第28頁.
26. 1 2  Smith 2001，第7頁.
27. ↑  Palazzo 2001，第349頁.
28. 1 2  Beaumont 2016，第140頁.
29. ↑  Howard 2016，第19頁.
30. ↑  Horner 2010，第209頁.
31. ↑  Beaumont 2016，第138–139頁.
32. ↑  原文：
33. 1 2 3 4  Breen 2000，第123頁.
34. 1 2 3  Horner 2010，第223頁.
35. 1 2 3 4 5 6 7  Breen 2000，第124頁.
36. 1 2  Downey & Grant 2000，第3頁.
37. ↑  . Nautilus Institute for Security and Sustainability.   [2019-10-18]. （原始内容存档于2021-08-02）.
38. ↑  Evans 2015，第118頁.
39. 1 2 3  Stevens 2007，第20頁.
40. ↑  Crawford & Harper 2001，第42–44頁.
41. ↑  Crawford & Harper 2001，第44–46頁.
42. 1 2  Crawford & Harper 2001，第54頁.
43. ↑  Crawford & Harper 2001，第55–56頁.
44. ↑  Wilson 2003，第1頁.
45. ↑  Stevens 2007，第14–15頁.
46. ↑  Breen 2008，第133–134頁.
47. ↑  Stevens 2007，第13頁.
48. ↑  Stevens 2007，第16頁.
49. ↑  Glynn 2001，第19, 50頁.
50. ↑  原文：
51. 1 2 3 4  Downey & Grant 2000.
52. 1 2  Kehoe, Michael. . Logistics In War.   [2019-09-28]. （原始内容存档于2021-05-12）.
53. ↑  . ABC News (Australian Broadcasting Corporation).   [2019-10-22]. （原始内容存档于2022-05-21）.
54. ↑  Breen 2008.
55. ↑  Crawford & Harper 2001.
56. ↑  Wilson 2003，第13頁.
57. ↑  Wilson 2003，第15頁.
58. ↑  Collier 2005，第23頁.
59. 1 2 3  Crawford & Harper 2001，第56–57頁.
60. ↑  Crawford & Harper 2001，第59頁.
61. 1 2  Horner 2001，第20–21頁.
62. ↑  . BBC News Asia-Pacific.   [2019-10-23]. （原始内容存档于2022-01-05）.
63. ↑  Breen 2000，第41頁.
64. 1 2 3 4 5  Breen 2000，第40–41頁.
65. 1 2 3 4 5  Horner 2001，第22–23頁.
66. ↑  Wilson 2003，第24頁.
67. ↑  Wilson 2003，第40頁.
68. ↑  Horner 2001，第28頁.
69. ↑  Crawford & Harper 2001，第65–66頁.
70. 1 2  . Canada Department of National Defence.   [2019-10-25]. （原始内容存档于2022-01-08）.
71. ↑  Wilson 2003，第15–16頁.
72. ↑  Wilson 2003，第15–16, 123頁.
73. ↑  Stevens 2007，第27頁.
74. ↑  Stevens 2007，第27, 48頁.
75. ↑  Spurling 2001，第275–276頁.
76. ↑  Stevens 2007，第29頁.
77. 1 2 3  Müller & Hickman 2002，第75–76頁.
78. 1 2  Downey & Grant 2000，第5頁.
79. ↑  Müller & Hickman 2002，第77頁.
80. ↑  Breen 2008，第138–139頁.
81. 1 2  Breen 2000，第139–140頁.
82. 1 2 3 4 5  Breen 2008，第147頁.
83. 1 2  Müller & Hickman 2002，第62–66頁.
84. 1 2 3 4 5  Breen 2000，第140–142頁.
85. ↑  Breen 2000，第138頁.
86. ↑  Breen 2000，第148頁.
87. 1 2  Stevens 2007，第33頁.
88. ↑  Breen 2000，第145頁.
89. ↑  Breen 2008，第142頁.
90. ↑  Wilson 2003，第32頁.
91. 1 2 3  Breen 2000，第144–145頁.
92. ↑  Breen 2008，第141頁.
93. ↑  Ryan 2000，第74頁.
94. ↑  Breen 2000，第139頁.
95. 1 2  Downey & Grant 2000，第8頁.
96. 1 2  Breen 2000，第146頁.
97. ↑  Breen 2000，第137–139頁.
98. ↑  Breen 2000，第147頁.
99. ↑  Breen 2000，第85頁.
100. ↑  Müller & Hickman 2002，第74頁.
101. ↑  Müller & Hickman 2002，第78頁.
102. ↑  原文：
103. 1 2 3 4  Breen 2000，第148–149頁.
104. ↑  Vann 2000，第68–69頁.
105. ↑  Tyquin 2018，第100頁.
106. ↑  Stevens 2007，第14頁.
107. ↑  Breen 2000，第131頁.
108. 1 2  Breen 2000，第135–136頁.
109. ↑  Breen 2000，第132頁.
110. 1 2  Breen 2000，第150頁.
111. 1 2  Tyquin 2018，第101–103頁.
112. 1 2  Breen 2000，第155–156頁.
113. 1 2  Breen 2000，第151–152頁.
114. 1 2  Mattox & Guinn 2000，第31–33頁.
115. ↑  Stevens 2007，第29–30頁.
116. 1 2  Crawford & Harper 2001，第164頁.
117. ↑  Peragallo et al. 2003，第876–880頁.
118. 1 2 3 4  Kitchener, Auliff & Rieckmann 2000，第583–585頁.
119. ↑  Kitchener et al. 2002，第180–183頁.
120. 1 2 3  Howie-Willis 2016，第287–289頁.
121. ↑  Kitchener et al. 2005，第168–171頁.
122. ↑  . ABC News (Australian Broadcasting Corporation).   [2019-11-09]. （原始内容存档于2022-02-12）.
123. 1 2  Breen 2000，第170–175頁.
124. ↑  Breen 2000，第177–178頁.
125. ↑  Collier 2005，第24頁.
126. ↑  Downey & Grant 2000，第11–12, 30–31頁.
127. ↑  . The Riverine Herald (New South Wales, Australia). 1999-09-29: 7  [2020-02-02] –Trove.
128. ↑  Glenn 2011，第15頁.
129. ↑  Müller & Hickman 2002，第9頁.
130. ↑  Ryan 2000，第105頁.
131. ↑  原文：
132. 1 2  Ryan 2000，第104–106頁.
133. ↑  Ryan 2000，第107–108頁.
134. ↑  Martin 2007，第32頁.
135. ↑  Horner 2001，第29頁.
136. ↑  Smith 2001，第5頁.
137. ↑  Breen 2015，第133頁.
138. ↑  Müller & Hickman 2002，第114–115頁.
139. 1 2  Müller & Hickman 2002，第52頁.
140. ↑  Breen 2000，第157頁.
141. ↑  原文：